# Trinitatiskapel (Dordrecht)
De Trinitatiskapel (kerk van de Evangelisch Lutherse Gemeente) te Dordrecht is een eenvoudige, laat gotische zaalkerk die oorspronkelijk de kapel was van het in 1629 afgebroken Blindeliedengasthuis.

## Geschiedenis
De kapel bij het Blindeliedengasthuis in de Vriesestraat werd gesticht in de 14de eeuw met drie altaren en een koor, in de 17de eeuw diende de kapel tot kisthuis en voor opslag van turf.
Aan het begin van de 17e eeuw was er in Dordrecht een kleine groep Lutheranen van enkele tientallen (ook wel Martinisten (naar Maarten Luther) genoemd hoewel dat iets geheel anders was). Eenmaal in de twee of drie weken kwam een predikant van elders.
Op kosten van de lutherse Amsterdamse gemeente werd in 1620 een vaste predikant, Rudolphus Heggerus, naar Dordt gezonden en werd geprobeerd een passende ruimte voor de diensten te vinden.
Begonnen werd met de verbouwing van een herenhuis aan de Museumstraat en er werd een officieel verzoek tot godsdienstvrijheid ingediend.
Op aandringen van de gereformeerden (de latere Hervormde kerk) werden deze sektarische bijeenkomsten door de Staten van Holland verboden en moest de jonge predikant gedwongen de stad verlaten.
Ook een poging in 1633 mislukte, in een pakhuis in de Weeshuisstraat waren een preekstoel en banken aangebracht. De gereformeerde kerkenraad besliste dat het gebouw moest worden gesloten.
Na 1680 kwamen veel Duitse kooplieden in de stad wonen, het aantal Lutheranen in Dordrecht nam daardoor sterk toe.
Frederik Mühlhoff, de eigenaar van de suikerraffinaderij de Ossekop, verzocht het gemeentebestuur om een kerkgebouw voor de Lutherse gemeente. De gemeente stemde, voornamelijk uit economische motieven, toe men kon kiezen uit twee gebouwen.
De Trinitatiskapel werd verkozen omdat die zonder grote kosten als kerk kon worden ingericht, op 5 maart 1690 wordt de kerk door P. Wesseling, predikant te Amsterdam, ingewijd.
De stad Dordrecht schonk in 1689 ook nog drie gebrandschilderde glazen in de voorgevel, vervaardigd door de glazenier Evert van Wel. Bij het eeuwfeest in 1789 telde de gemeente twee- à driehonderd leden.
In 1823 was het dak bouwvallig en het orgel beschadigd, met een persoonlijke subsidie van Z.M. koning Willen I van fl. 2.000,00 werd het dak gerepareerd.
Bij de restauratie van de kerk in 1856 werd de gevel hersteld en de pastorie (rijksmonument nr 13948) en achterhuisje met opgang naar het orgel toegevoegd.
Pas in 1978 kreeg de kerk de naam Trinitatiskapel, kapel van de Heilige Drie-eenheid.

## Het gebouw en interieur
Het is een laat gotische zaalkerk de grondvorm is rechthoekig met driezijdige gesloten koor (sluiting), alleen het koor heeft steunberen.
De zijmuren zijn verdeeld in vijf traveeën waarvan de achterste de zijde van het koor vormt.
Het dak bestaat uit een houten tongewelf en is gedekt met leien.
De voorgevel is een Vingboonshalsgevel uit 1689, in de 19e eeuw gewijzigd en gepleisterd.
Op de voorgevel staat een windwijzer in de vorm van een zwaan, het symbool van het Lutheranisme en op de nok boven het koor een ijzeren kruis met een kleine windvaan.
Aan de achtermuur van het koor is een klokkenstoel met een luidklok van een onbekende gieter, diameter 30 cm.

## Interieur
In het interieur staat in de apsis het orgel en de kansel beide in Lodewijk XVI stijl, ze zijn vervaardigd in 1779 door Jan van Galen en geschilderd door kunstschilder Kuipers.
Verder zijn er in de 18e eeuw een koperen lezenaar, kandelaars en twee grote koperen lichtkronen.
De eerste kroon werd aangekocht door negen suikerbakkersknechten er waren vier suikerbroden op afgebeeld. De tweede werd in 1700 geschonken door Derek en Joachim van Stock,
zij gaven ook een zilveren avondmaalsschaal en Joachim van Stock nog een zilveren doopbekken.
Aan de voorzijde is een galerij met 50 zitplaatsen.

## Kunstwerken
Door omstandigheden (o.a. oorlog), onzorgvuldigheid en het streven naar meer soberheid (wellicht onder invloed van het toenemend Calvinistisch gedachtegoed in de Nederlanden) werden een aantal objecten afgevoerd of zijn deze verdwenen.
In 1823 zijn de 3 gebrandschilderde ramen uit de kozijnen genomen en aan de familie van de schenkers teruggegeven, er werd blank glas in roeden voor terug geplaatst.
Naast de kansel was nog een raam met een voorstelling van Geloof, Hoop en Liefde met het onderschrift: „Siet hier verbeeld 't geloof, de hoop en 't liefdewerck, Betragt die deugden wel, daeruyt bestaet Gods kerck", ook dit raam is niet meer aanwezig.
De twee koperen lichtkronen, een geschonken door de suikerbakkersknechten en de andere in 1700 door Derek en Joachim van Stock, zijn beide niet meer aanwezig.
Ook de koperen lezenaar met voet voor de voorlezer is verdwenen, waarschijnlijk staat de lezenaar op de preekstoel.
Bij de inventarisatie door de SKKN in 1994 waren de nog aanwezige objecten verdeeld over de kerk, de zolder van de pastorie en andere ruimten.
Nu zijn er nog steeds een aantal van de historische voorwerpen in de kerk of elders bewaard in het bezit van de gemeente.
Op de voorgevel de vergulde zwaan (François Guilleaume Hesmerg, 1811-1877) uit 1857 en op de nok het ijzeren kruis.
In de kerk een borstbeeld van Luther vervaardigd ter gelegenheid van 250 jaar hervorming.
Een koperen lezenaar (inscriptie Mattheus Rouvlack, 1693) die oorspronkelijk op de preekstoel was bevestigd deze is later voorzien van een koperen voet.
Op de preekstoel een koperen lezenaar die oorspronkelijk voor de voorlezer was bestemd, ouderdom en maker onbekend.
Tegen de noordmuur bij de galerij is een houten schild bevestigd met afbeelding in reliëf en het onderschrift Pressa Valentior (de palmboom groeit onder druk).
Eveneens in de noordwand een glas-in-loodraam met vijf voorstellingen over de Tweede Wereldoorlog (D. Boode, 1948). Onder de voorstellingen is de tekst van het Lutherlied Een Vaste Burcht opgenomen.
Een koperen Paaskandelaar met drie voluutpoten.

Elders bewaarde kostbaarheden zijn onder andere de pronk- of erebeker geschonken door de kerk aan ds. Frederik Michelsen ter gelegenheid van zijn 40-jarig ambtsjubileum in 1858.
Een zilveren avondmaalsbeker (A. de Vos, 1693?) en een zilveren avondmaalsschaal (Anthonie Zeggelaar, 1708) geschonken door Dirck van Stock en zijn huisvrouw Johanna Calckberner.
Een zilveren doopschaal (Jacobus Quinting, 1710) geschonken door de echtelieden Joachim van Stock en Jacoba van Rieds.
De Lutherbijbel (Jacob Lindenberg, 1702) met zilveren beslag (Johannes Keeman sr., 1792).
Een zilveren gedenkpenning (1630) uitgegeven ter gelegenheid van de viering van het eeuwfeest van de Augsburgse confessie (1530).

## Afbeeldingen gebouw

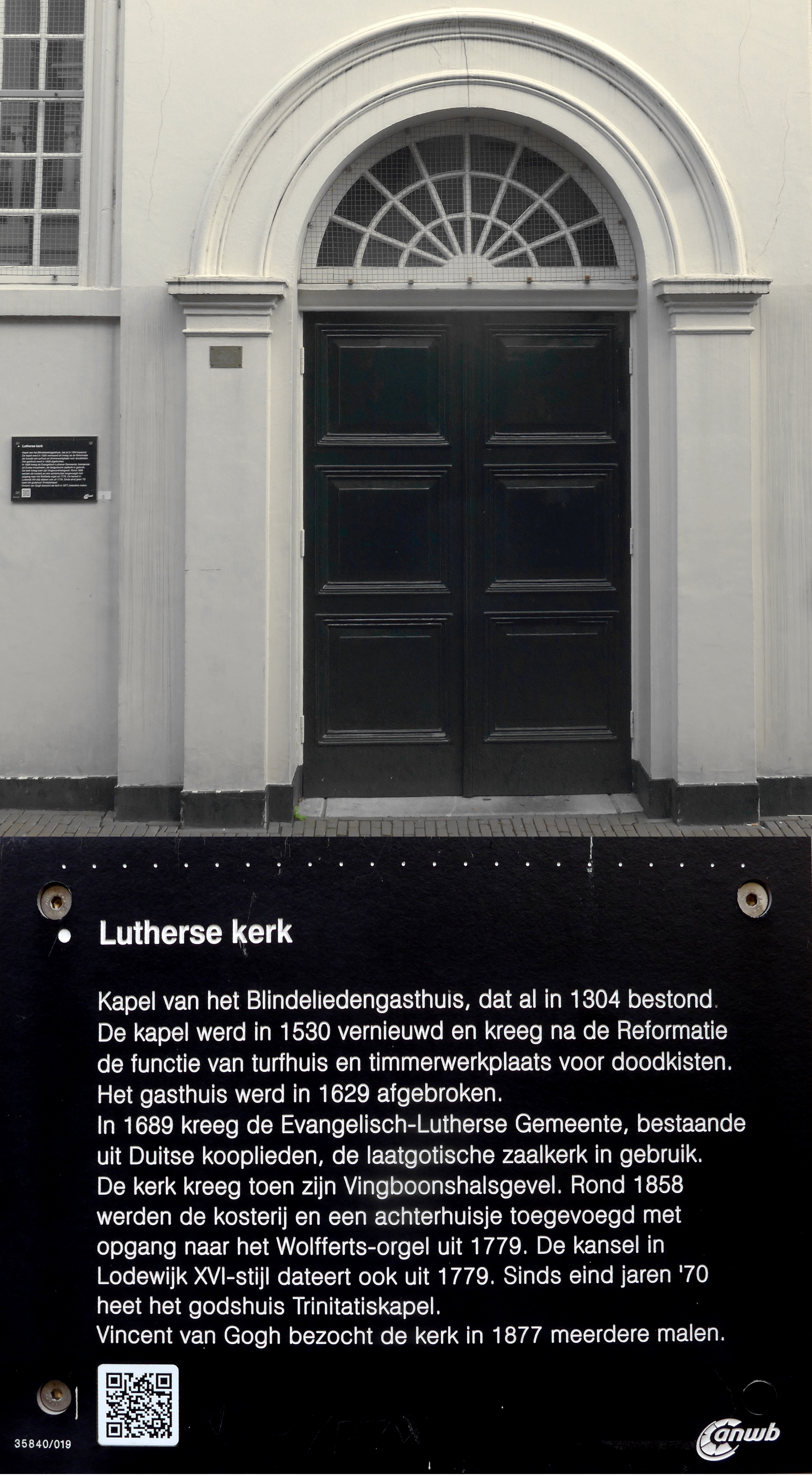
Hoofdingang
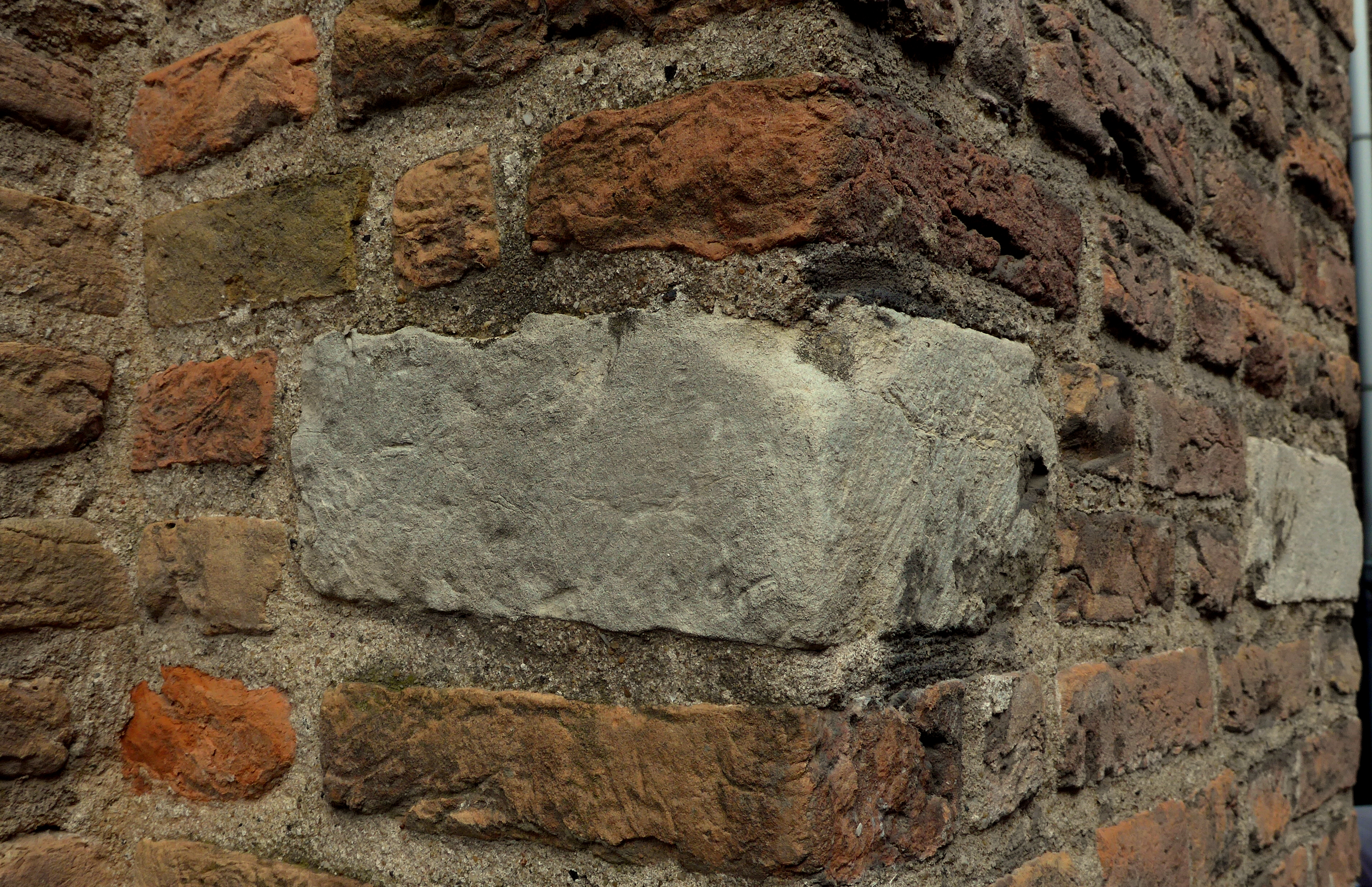
Koor steunbeer zandsteen spekstuk
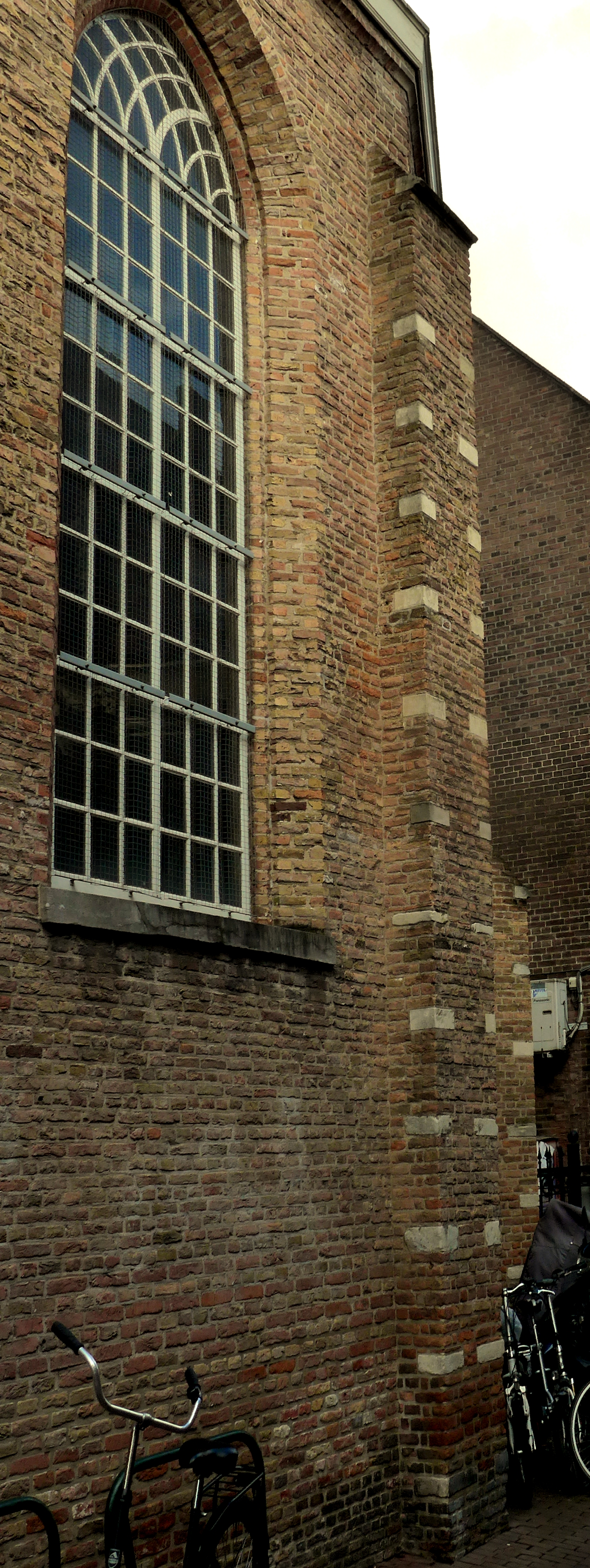
Koor steunbeer
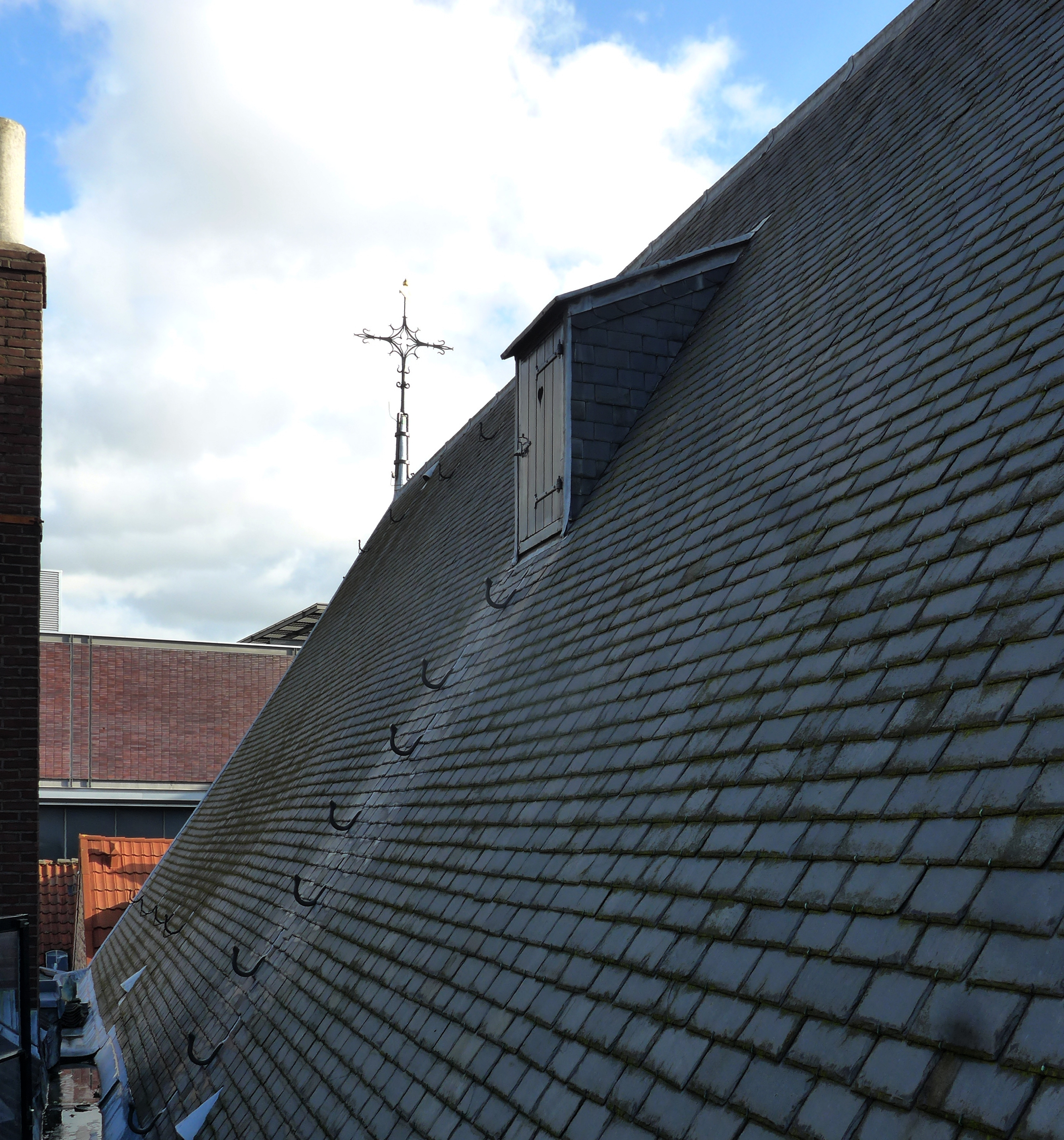
Leien dak met kruis
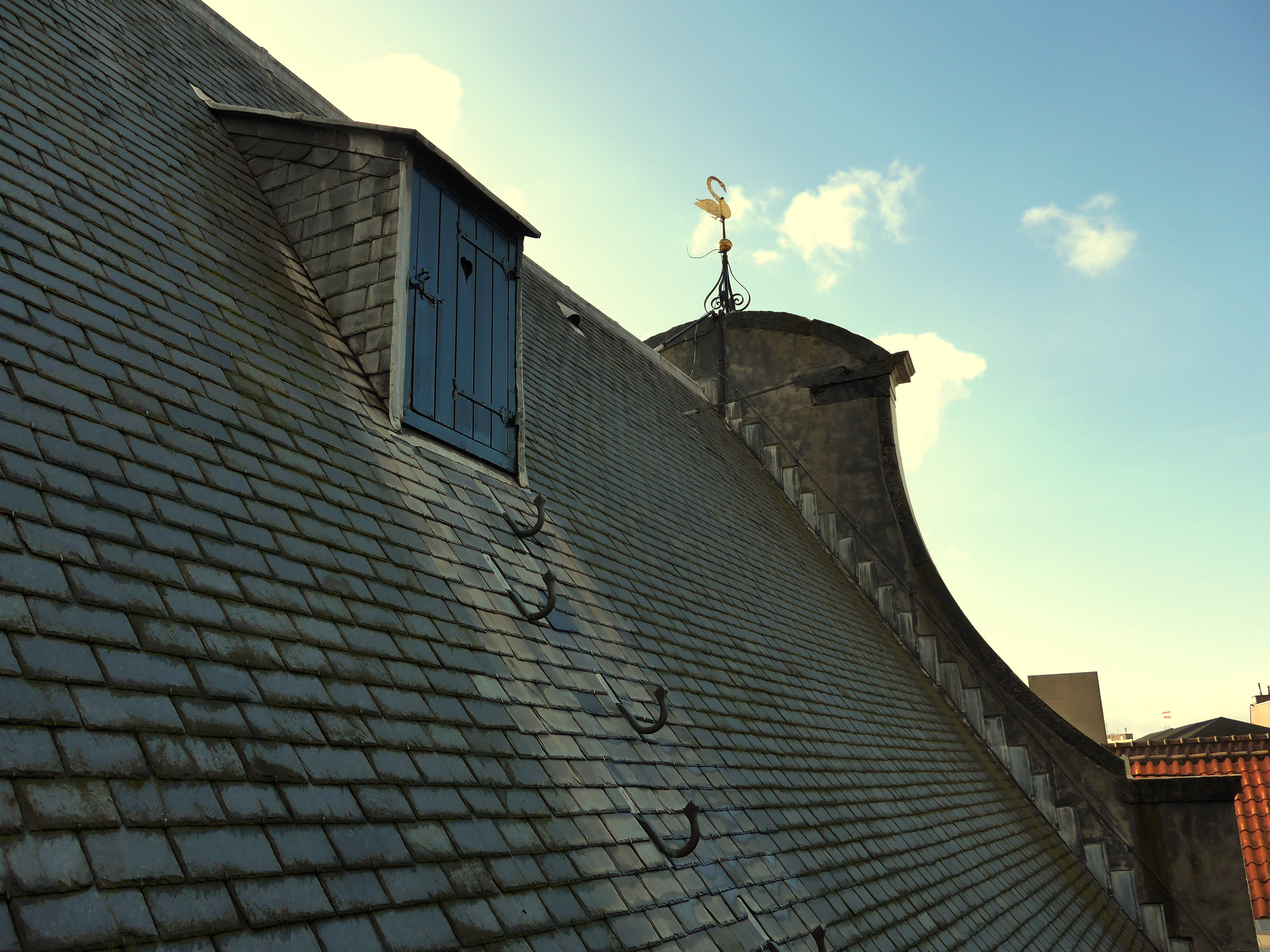
Leien dak en windvaan met zwaan
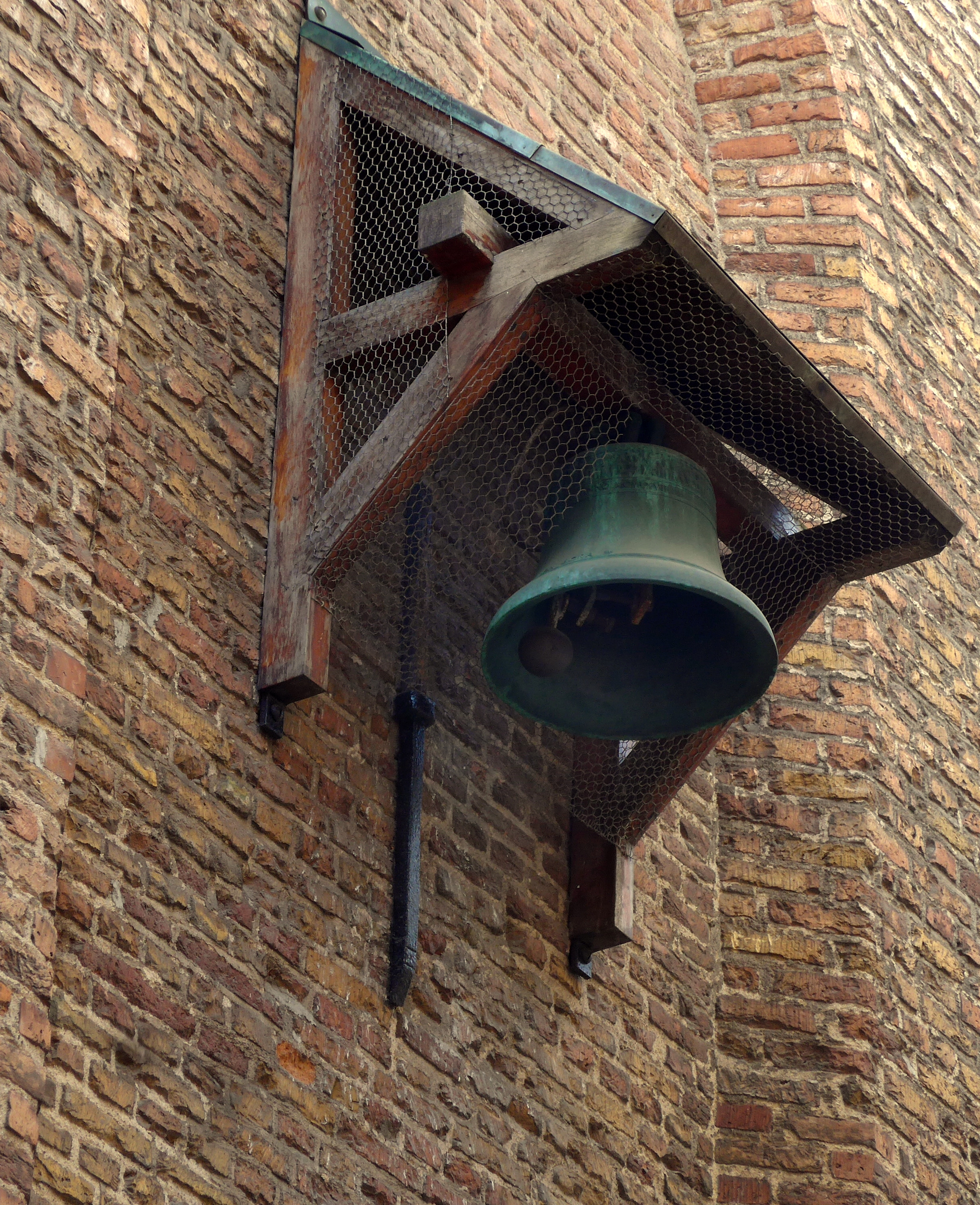
Luidklok koorgevel
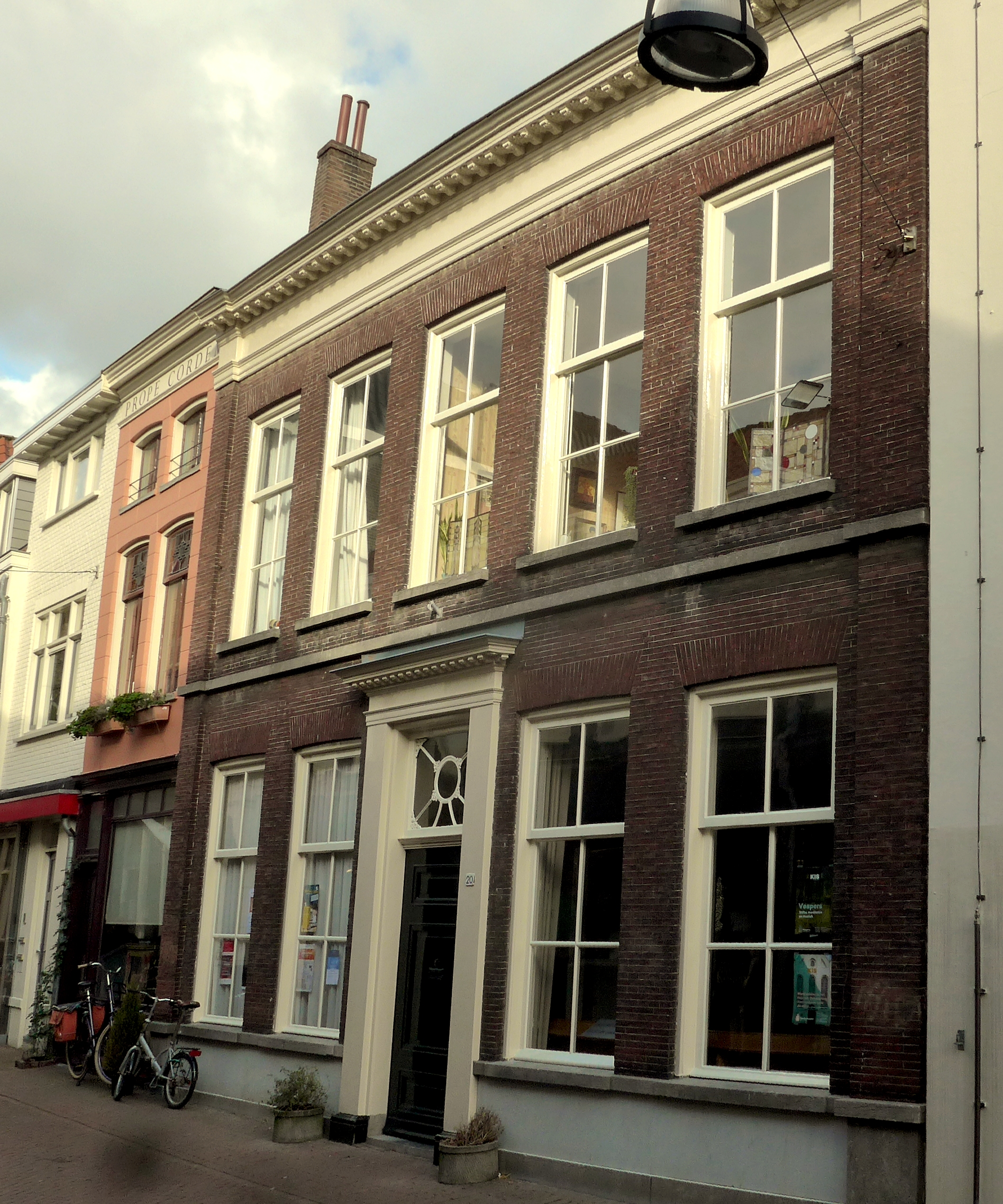
Voorzijde pastorie
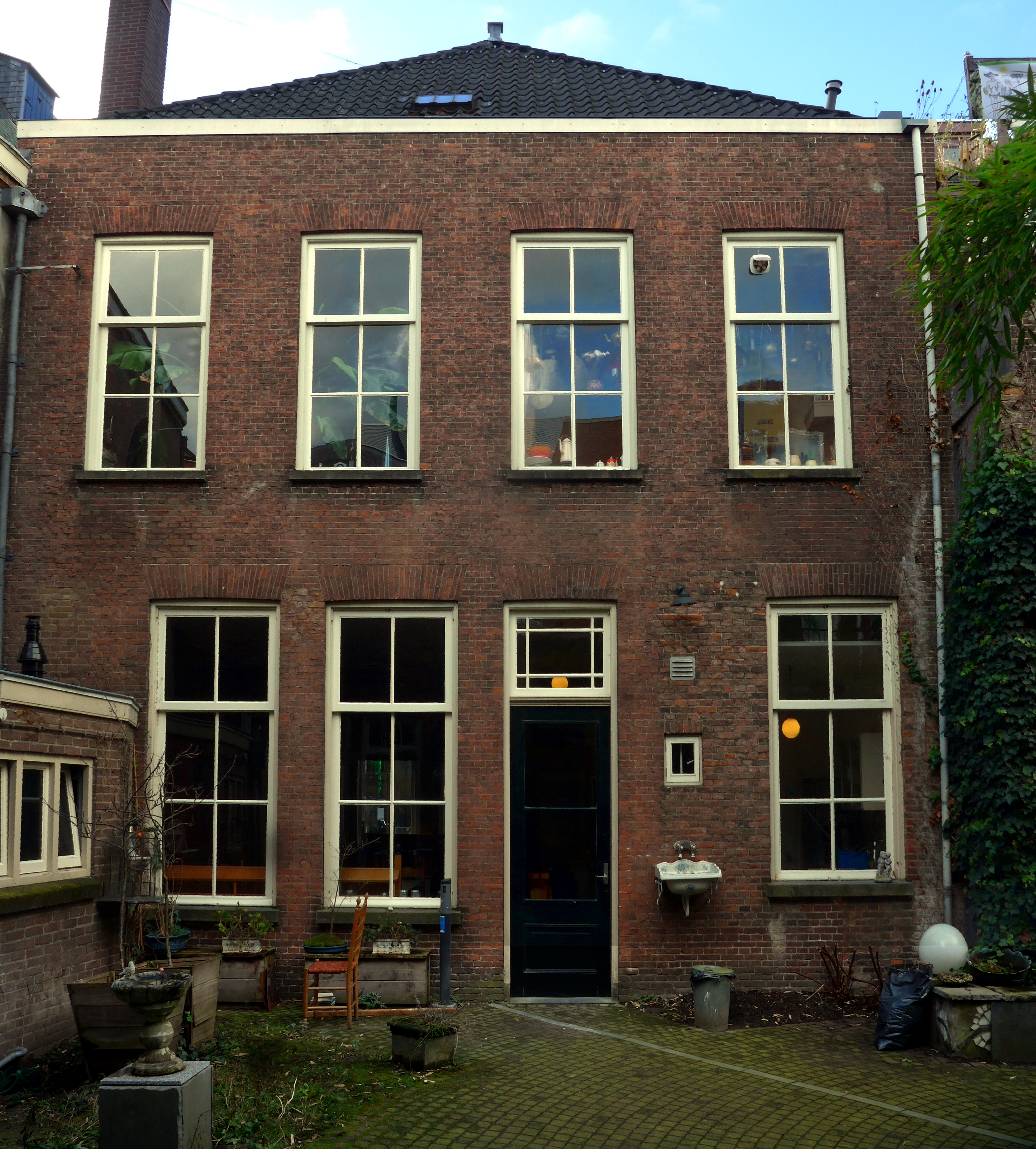
Achterzijde pastorie
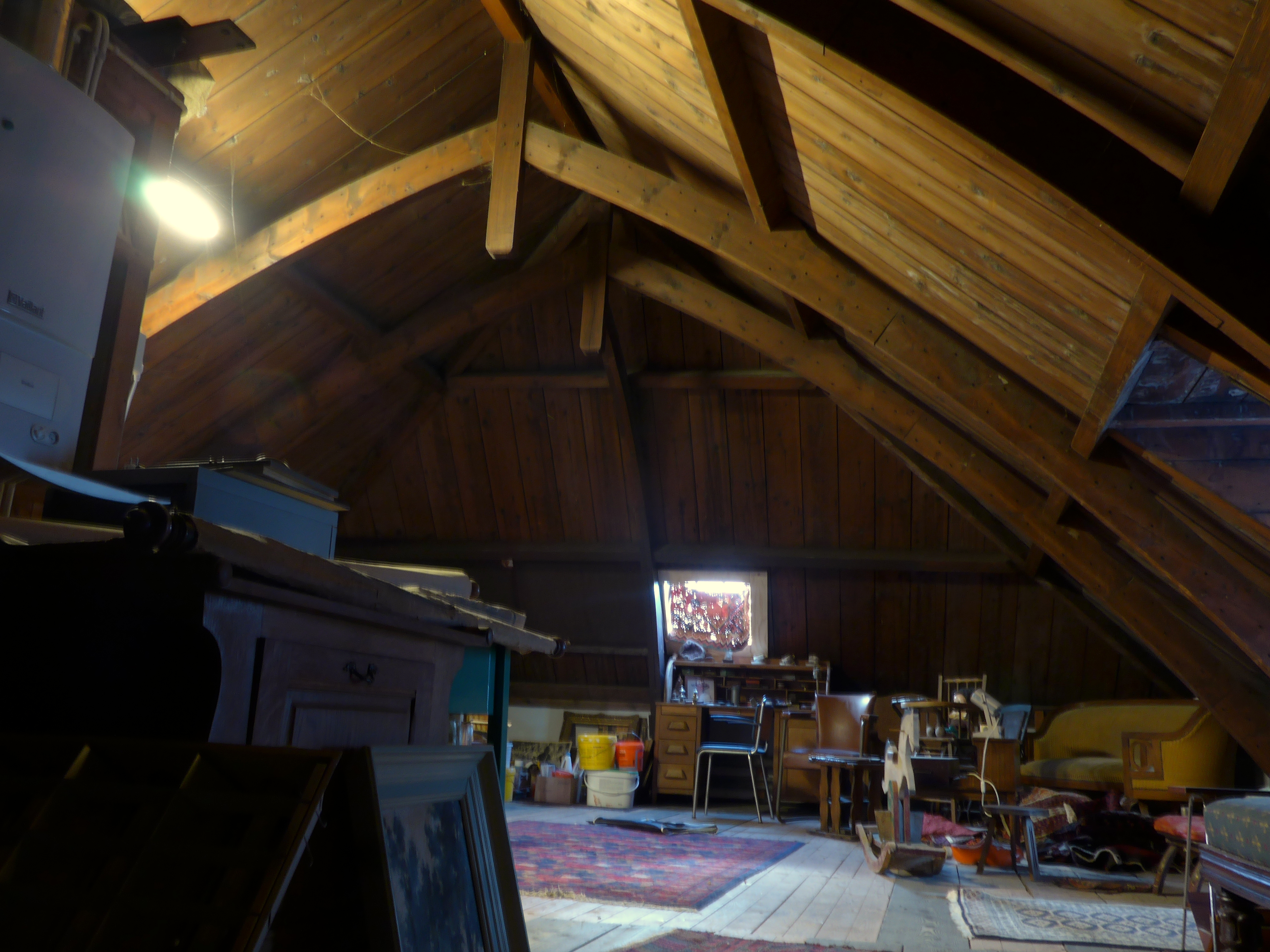
Pastorie kapconstructie schenkelspant philibertspant

## Afbeeldingen interieur

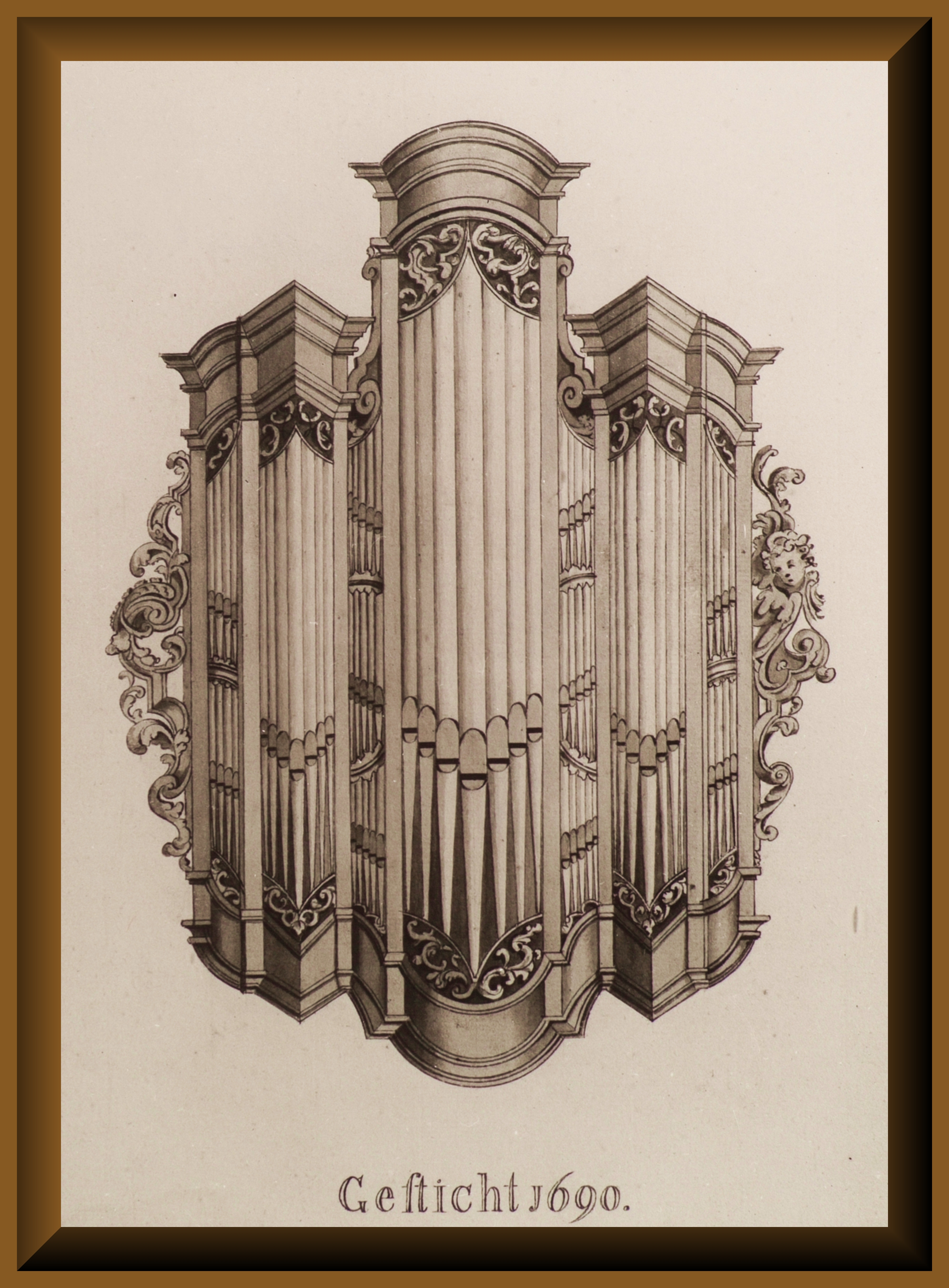
Prent van het orgel gebouwd door Vitus Wiegleb, 1733
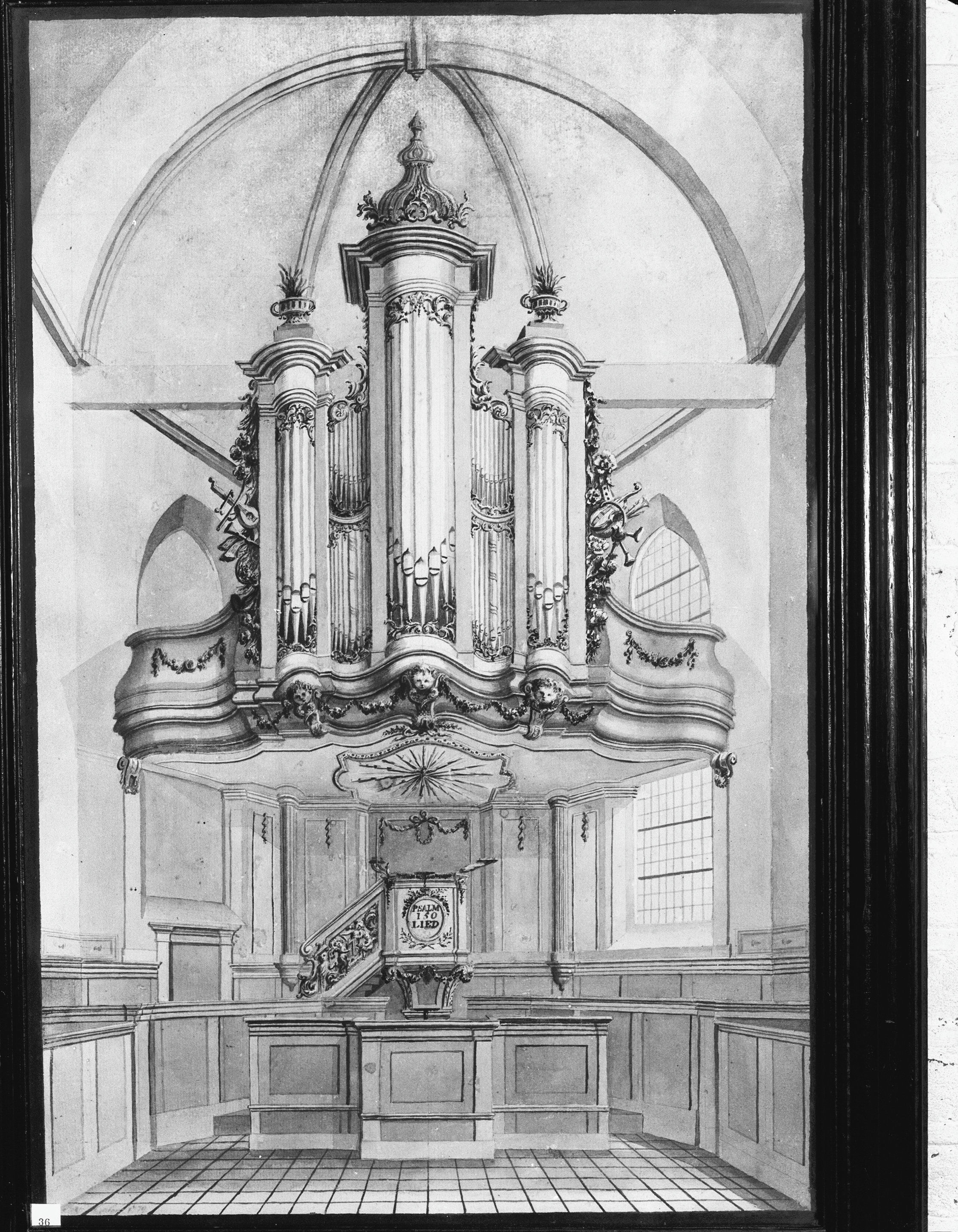
Interieur met orgel, J. v. Galen 1779.
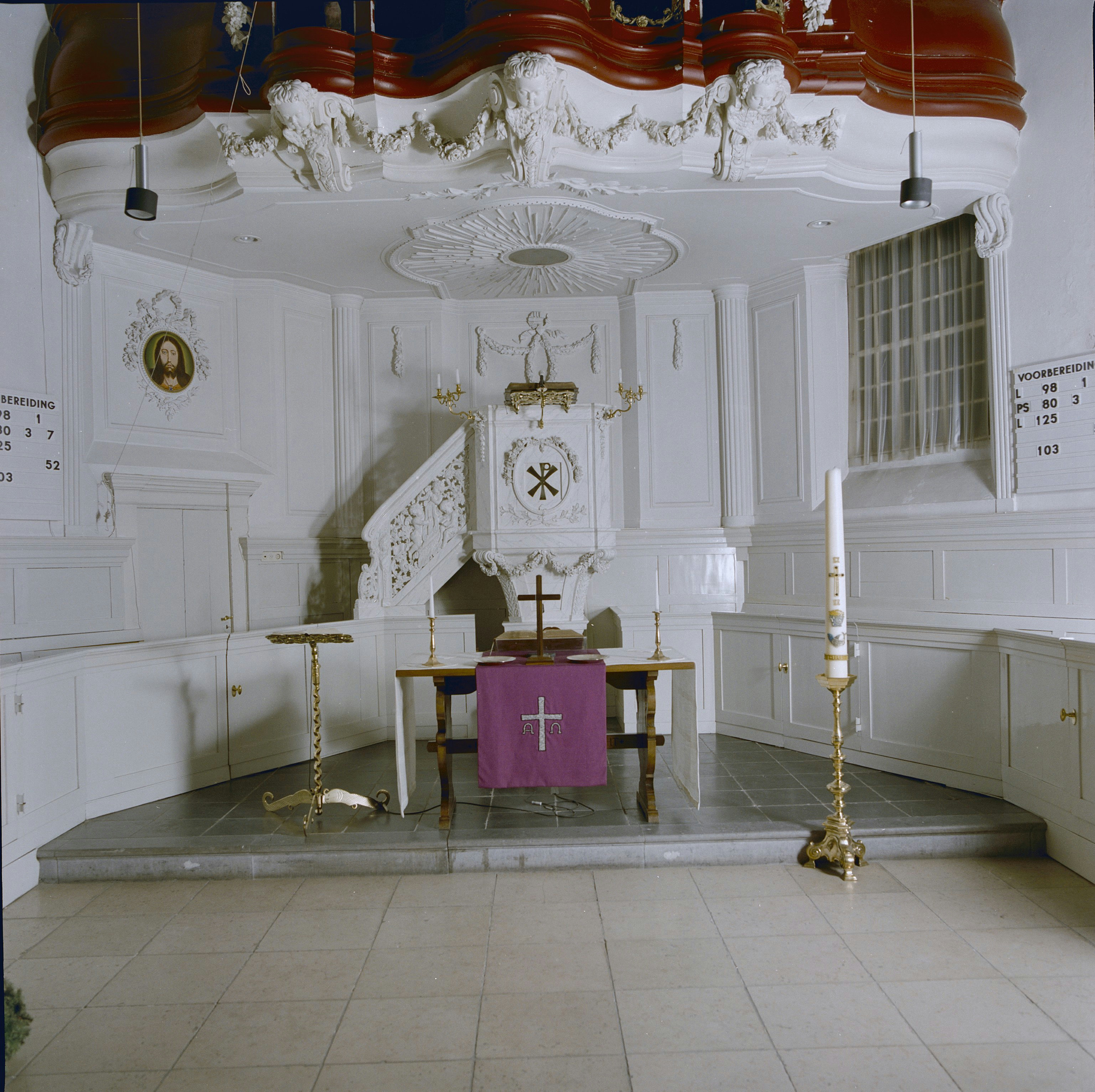
Kansel
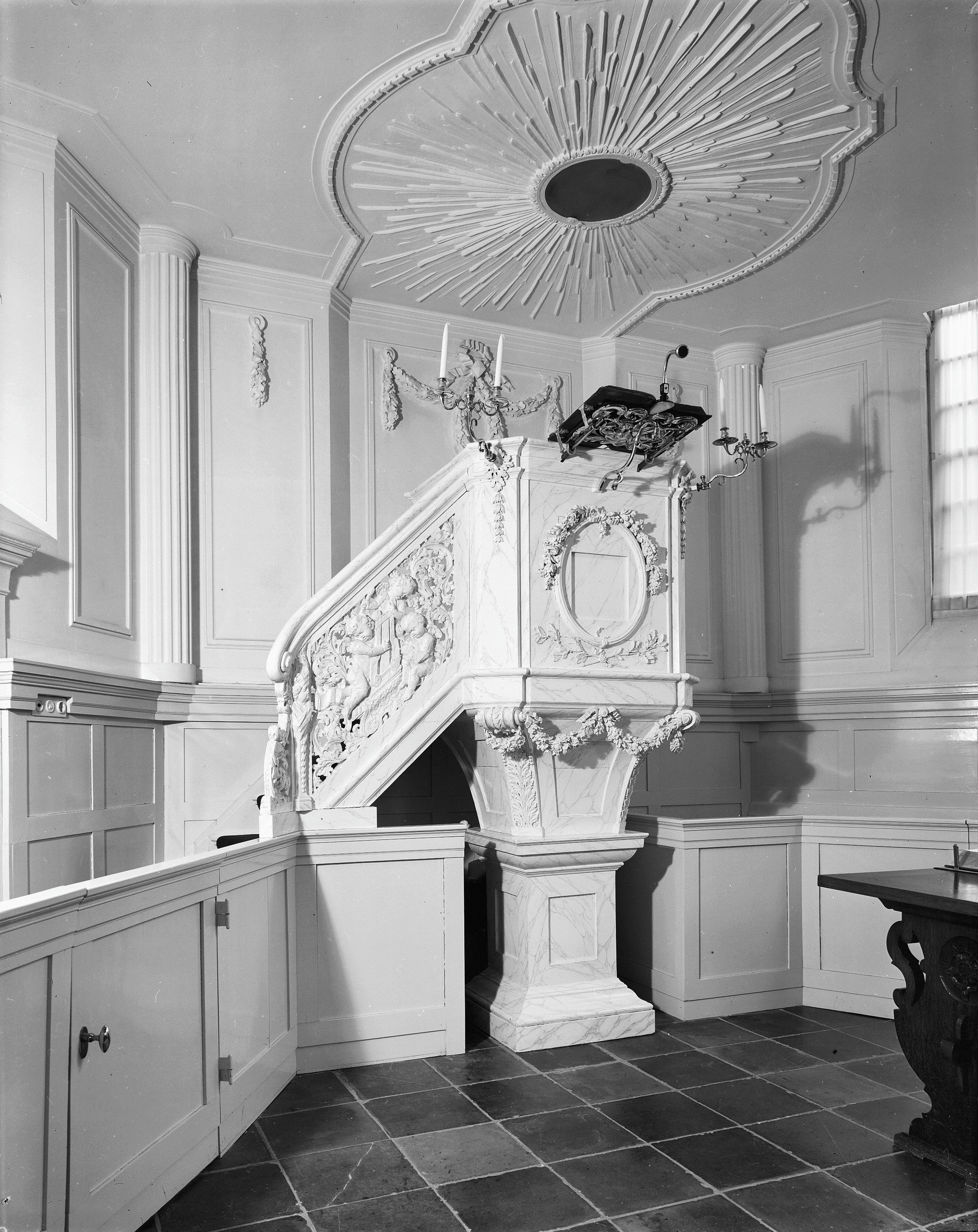
Kansel
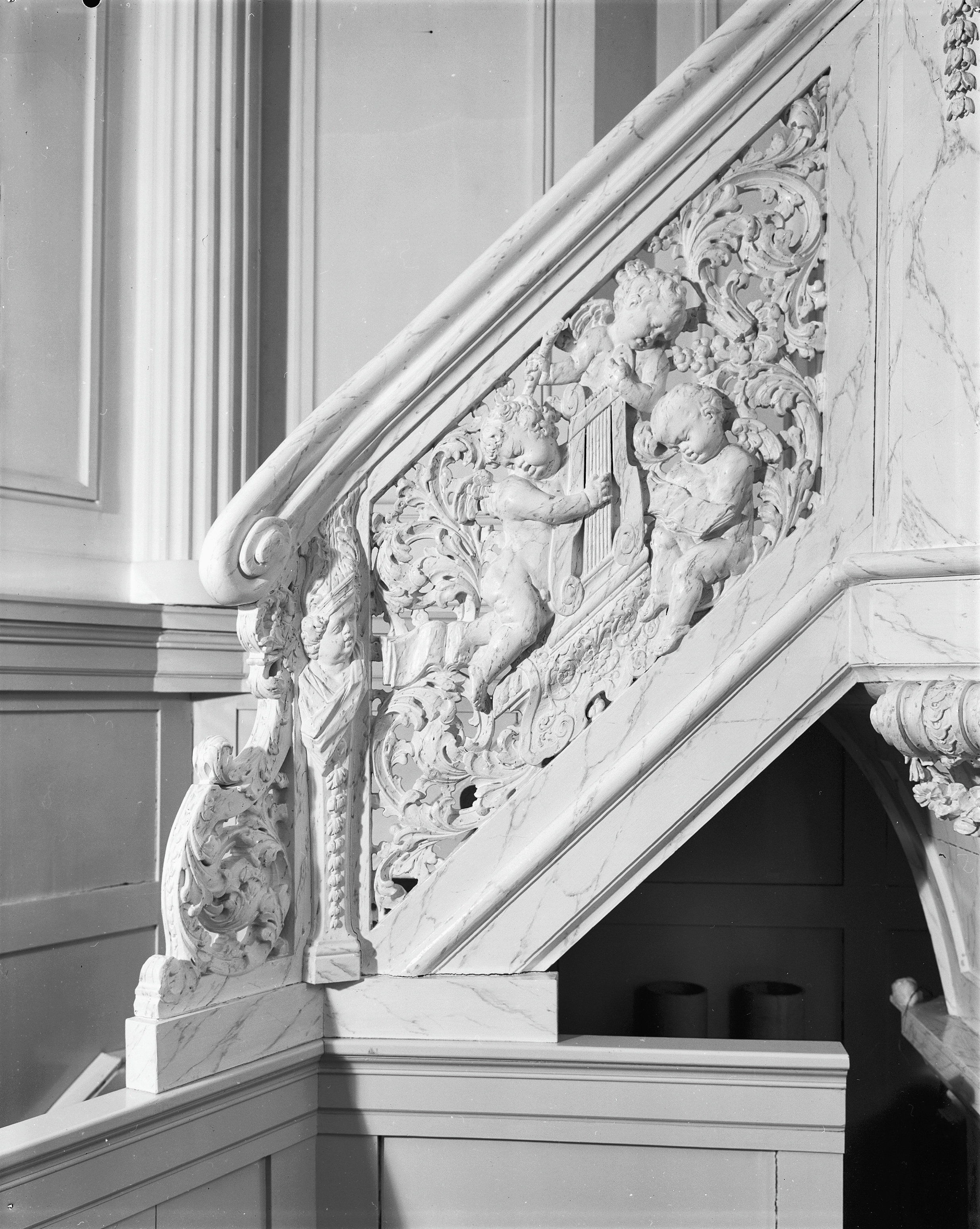
Detail kansel
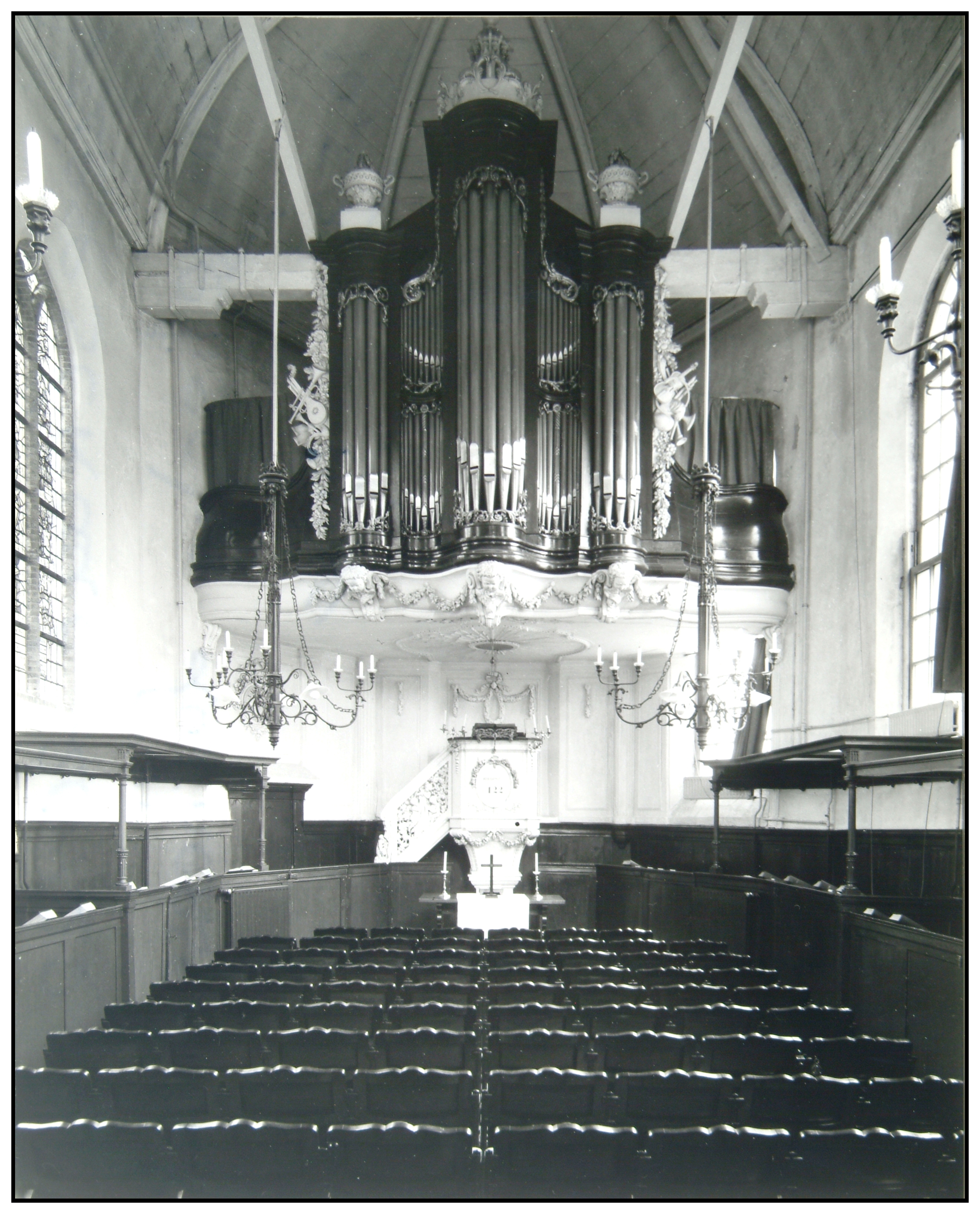
Interieur oostzijde 1959
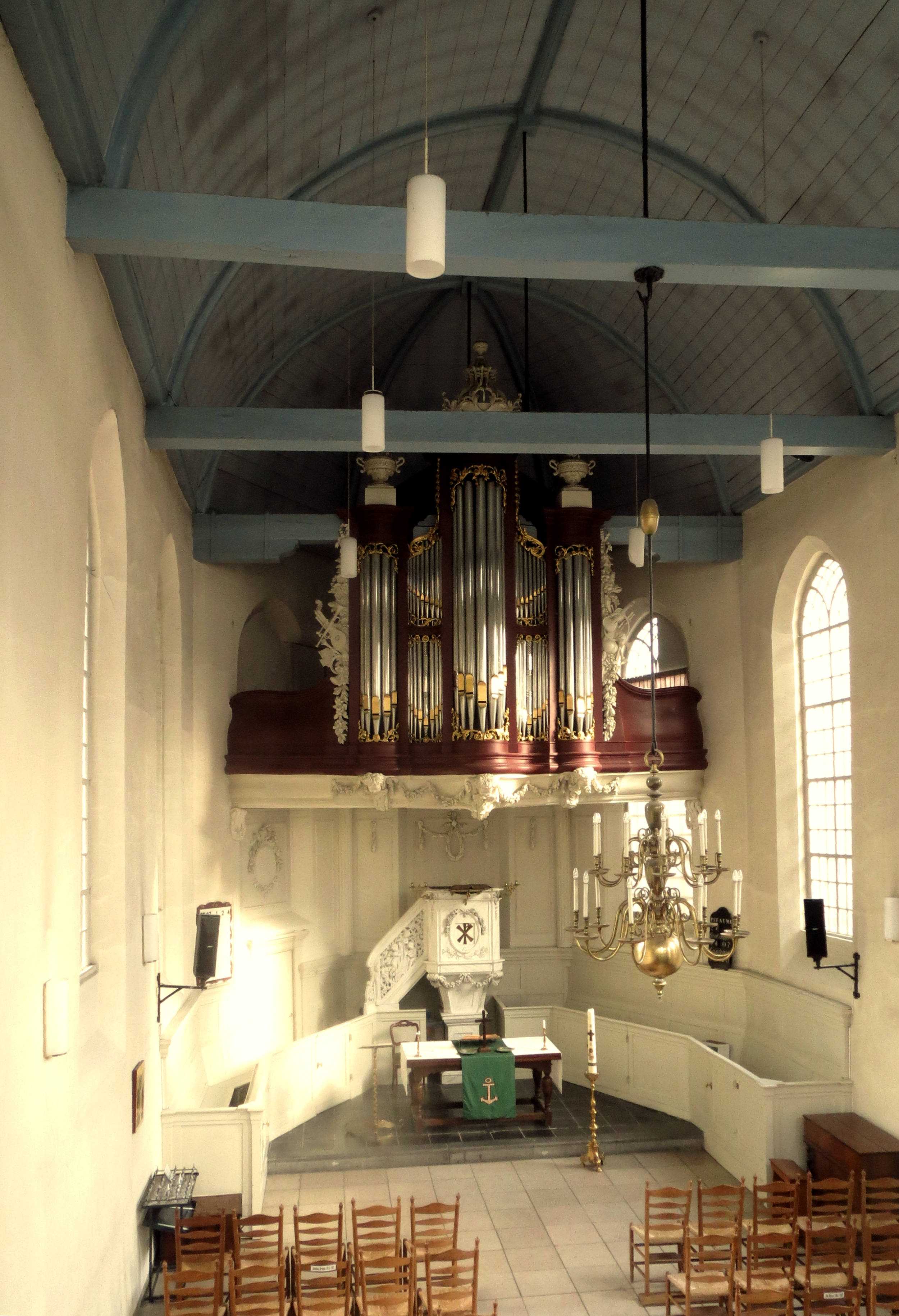
Interieur oostzijde
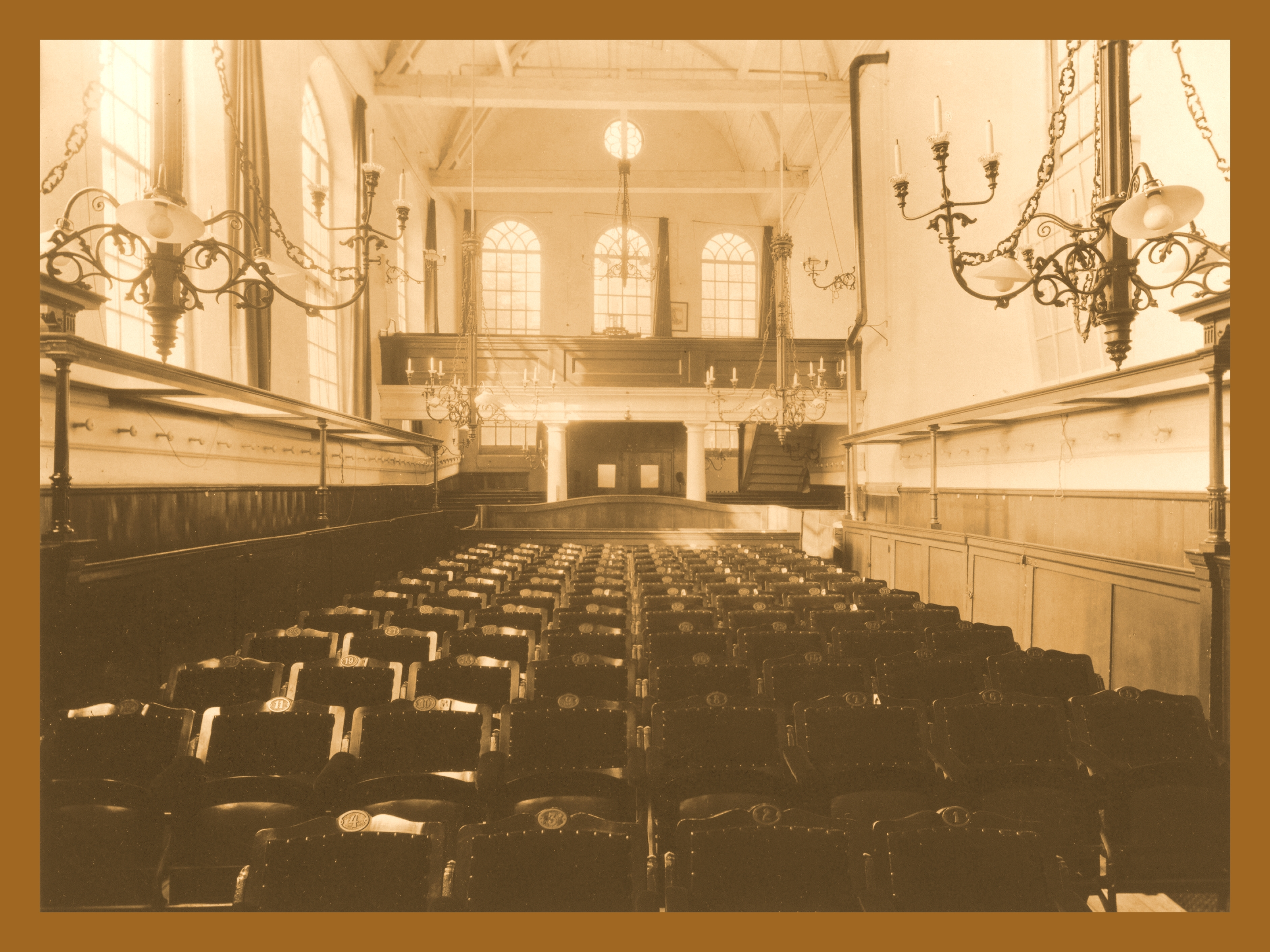
Interieur westzijde 1935
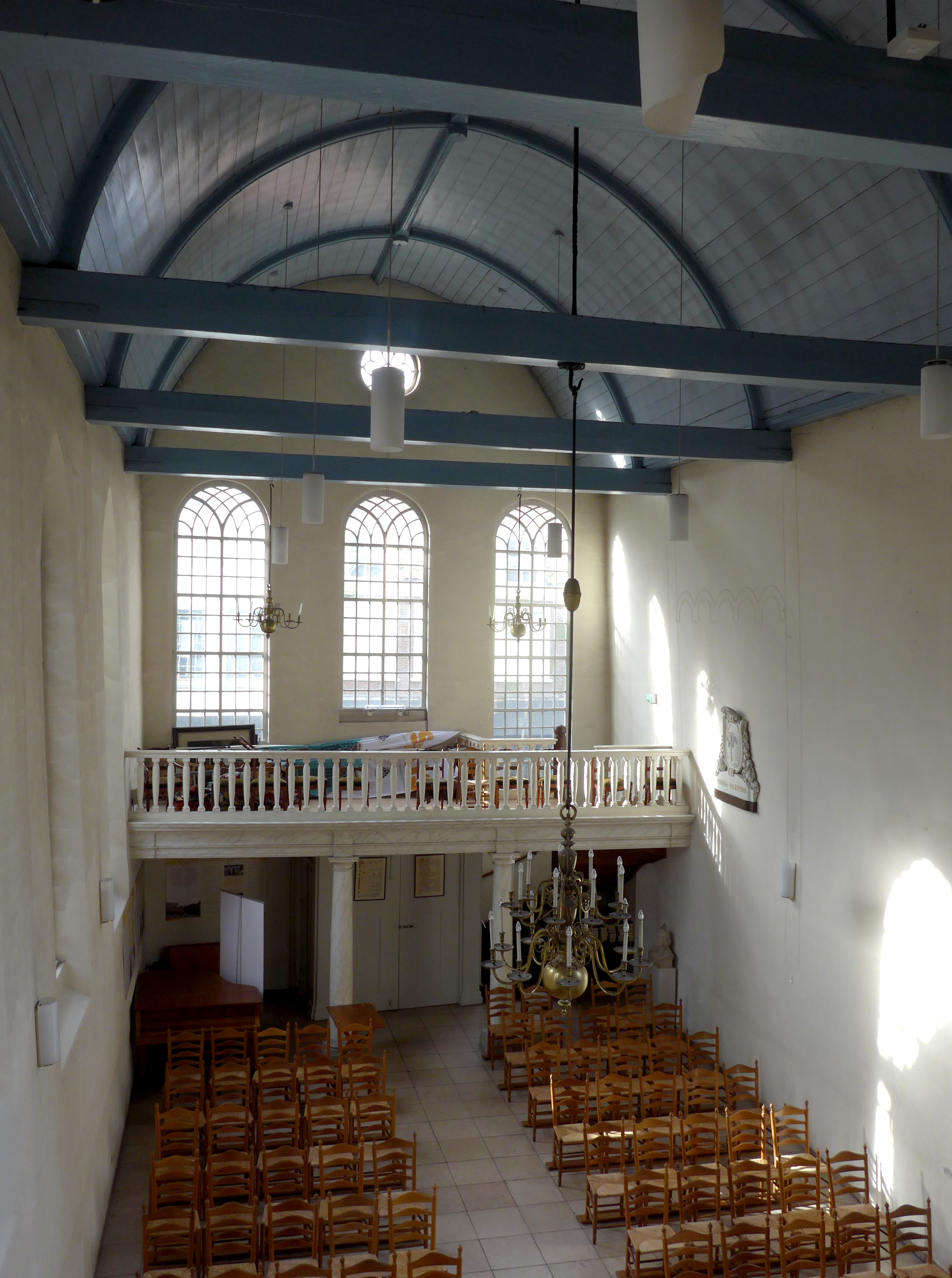
Interieur westzijde
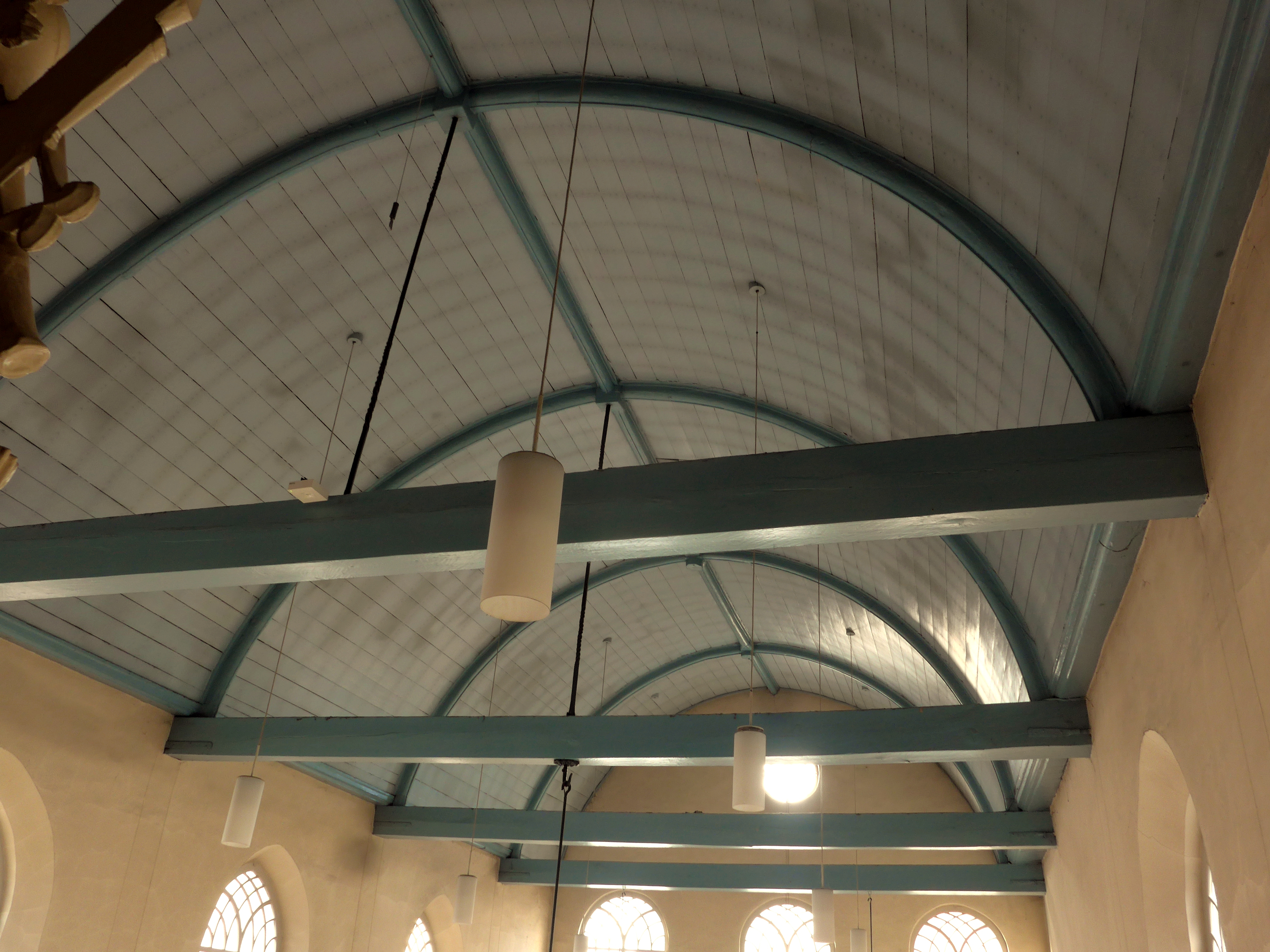
Interieur plafond

## Afbeeldingen kunstwerken

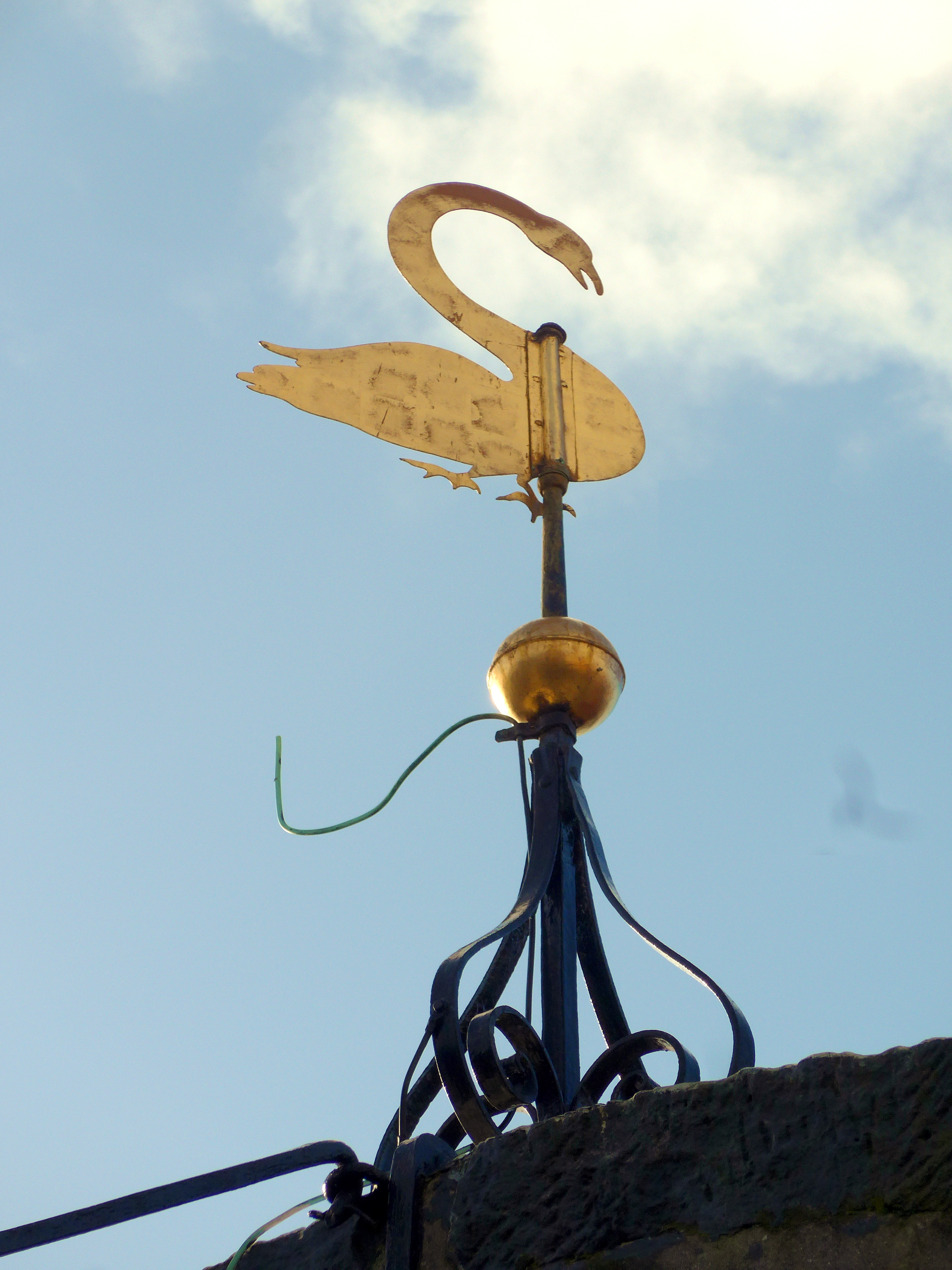
Windvaan met zwaan
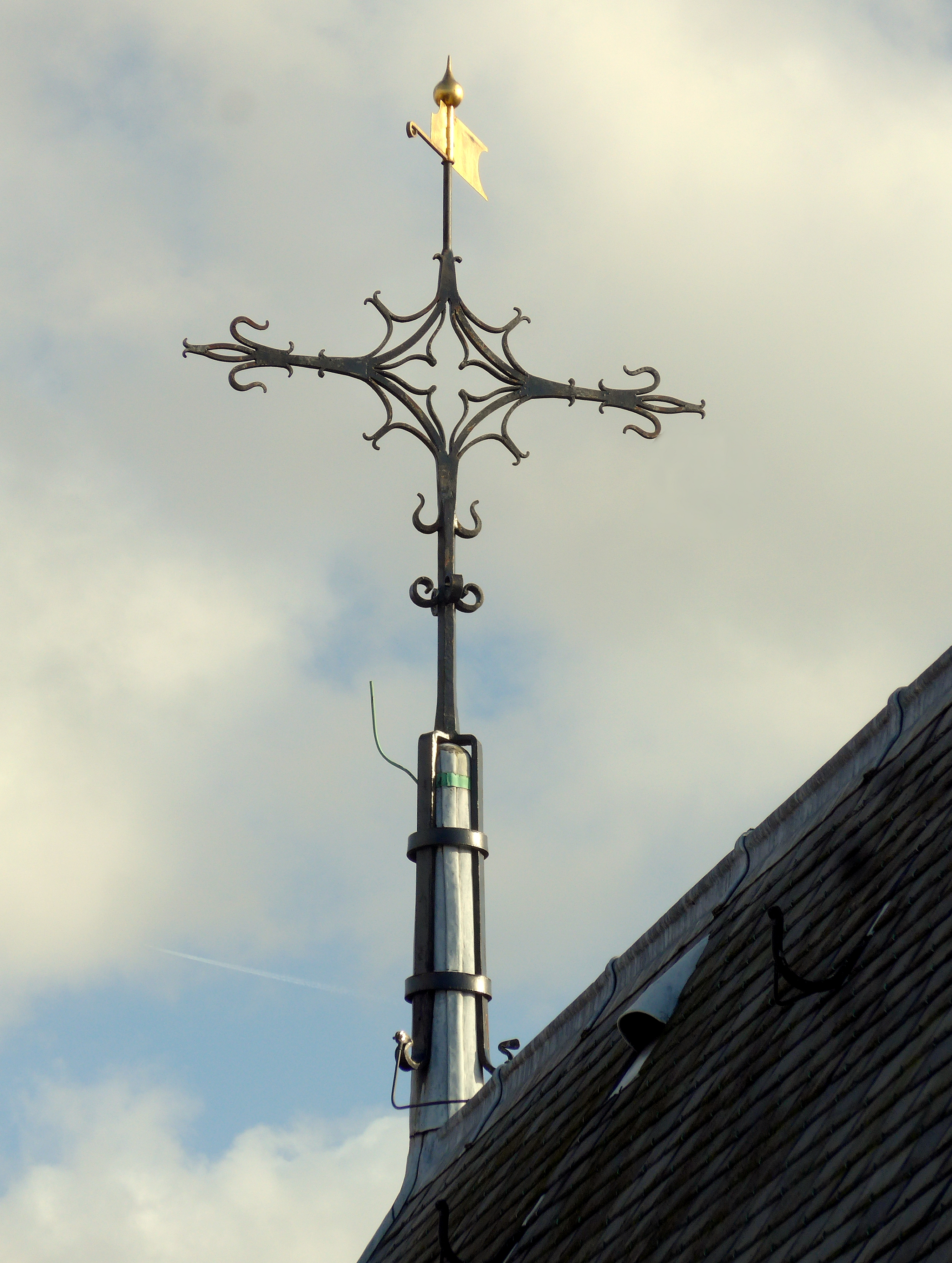
Kruis
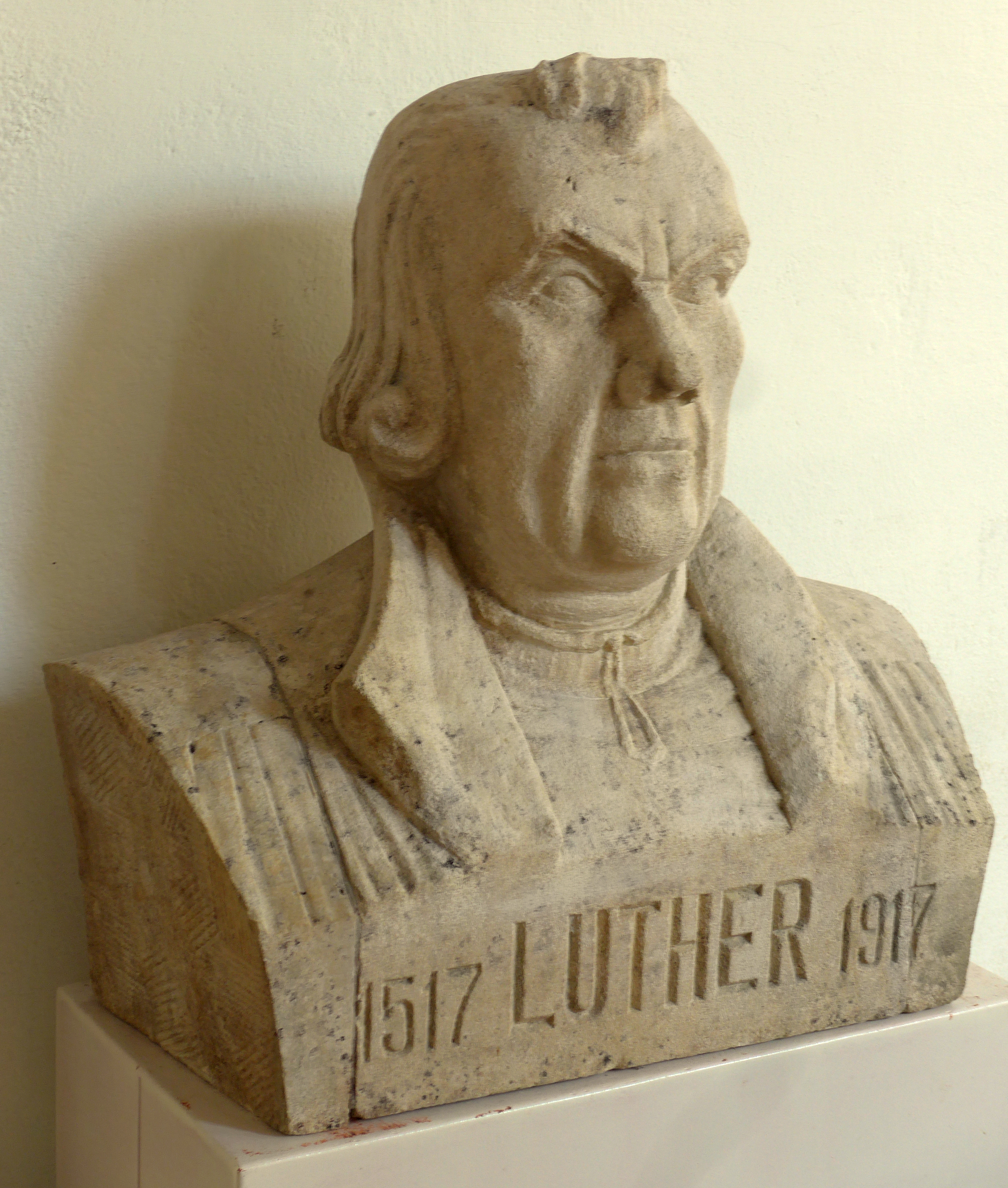
Luther 1517-1917
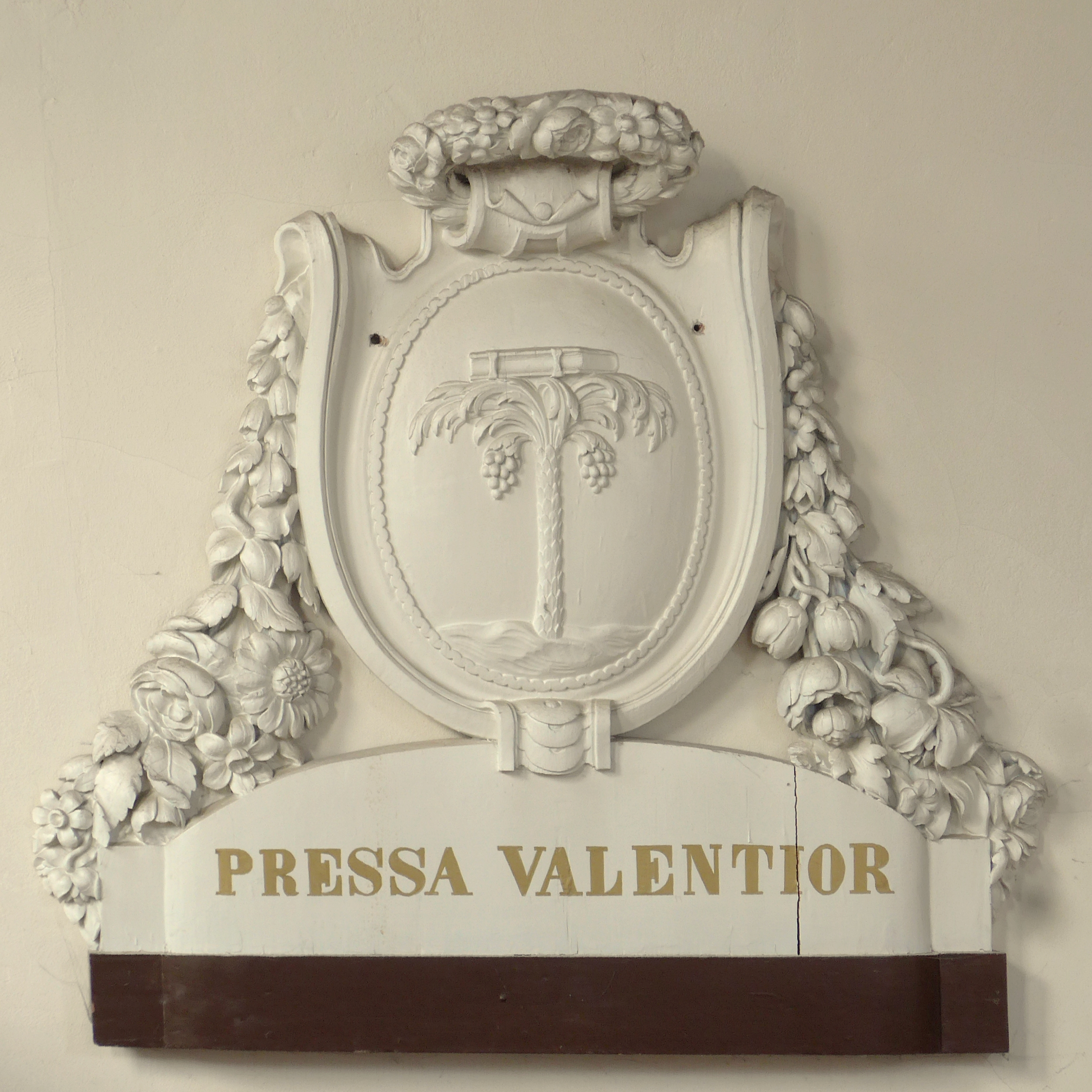
Palmboom groeiend onder druk (afkomstig uit de Waalse kerk)
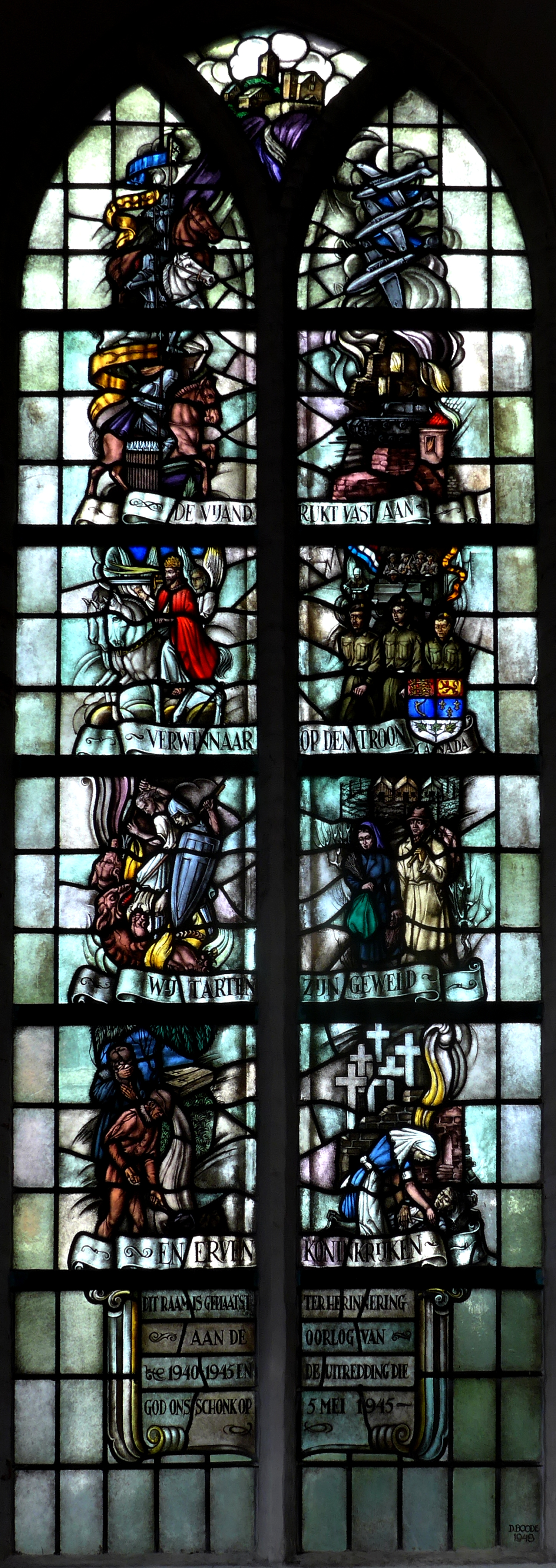
Raam 1940 1945
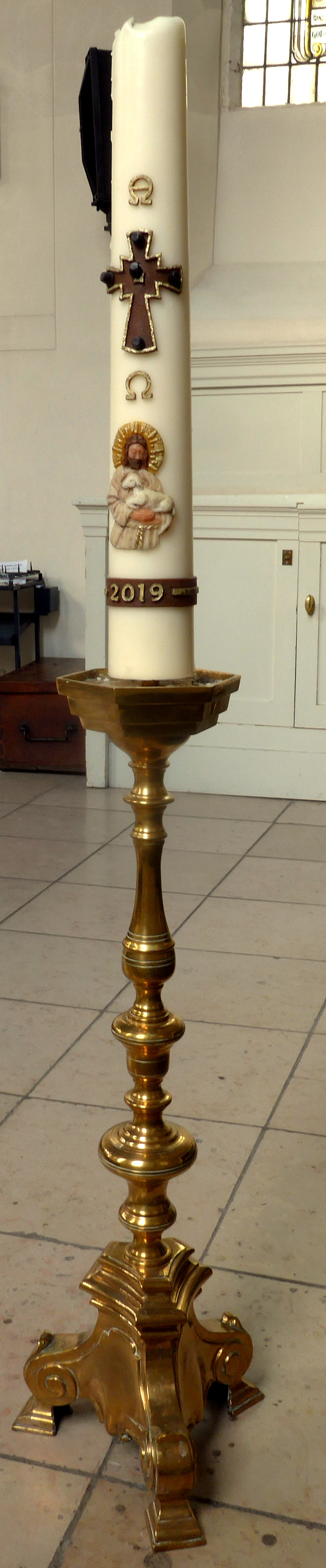
Kandelaar
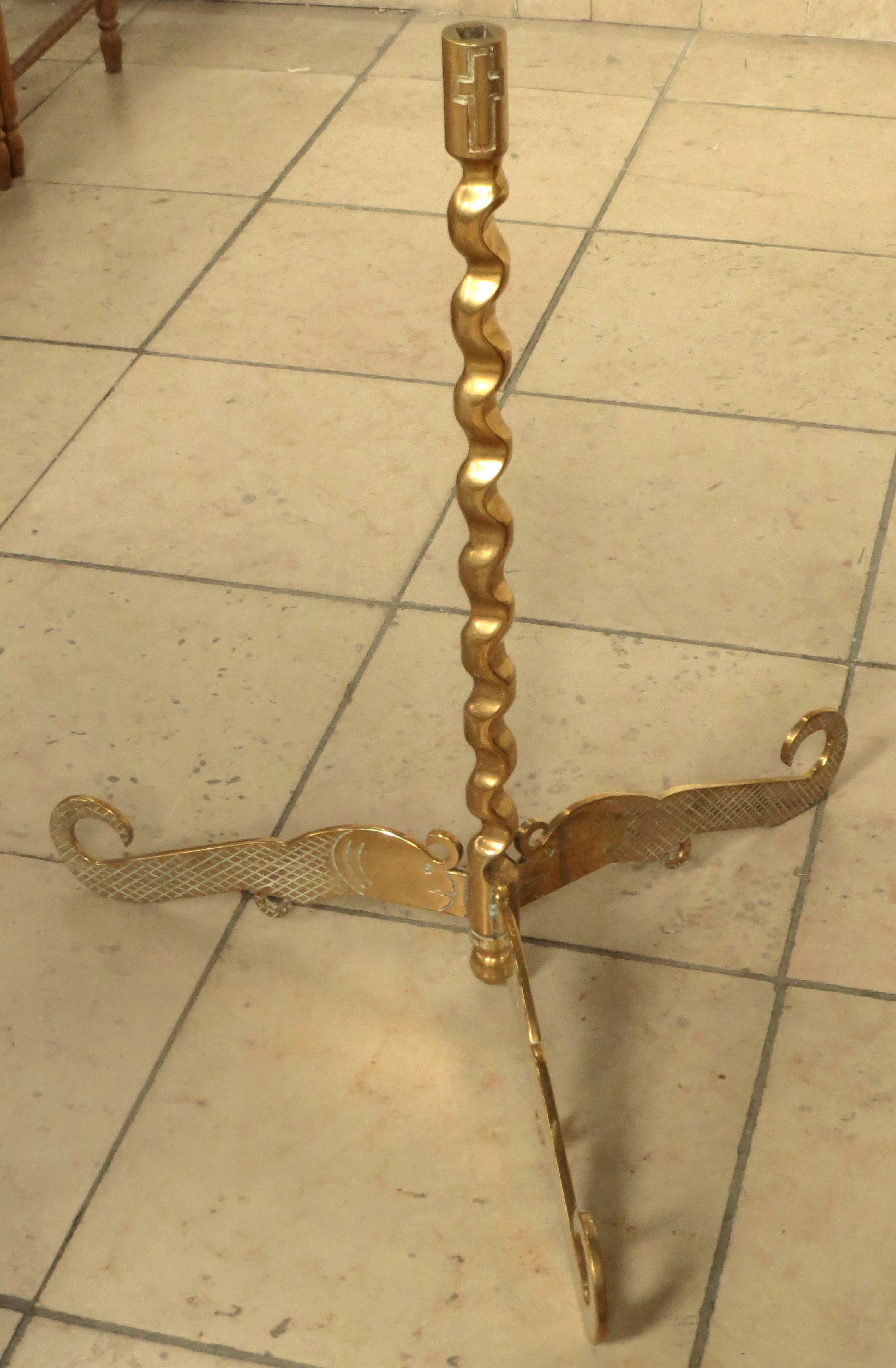
Poot lezenaar
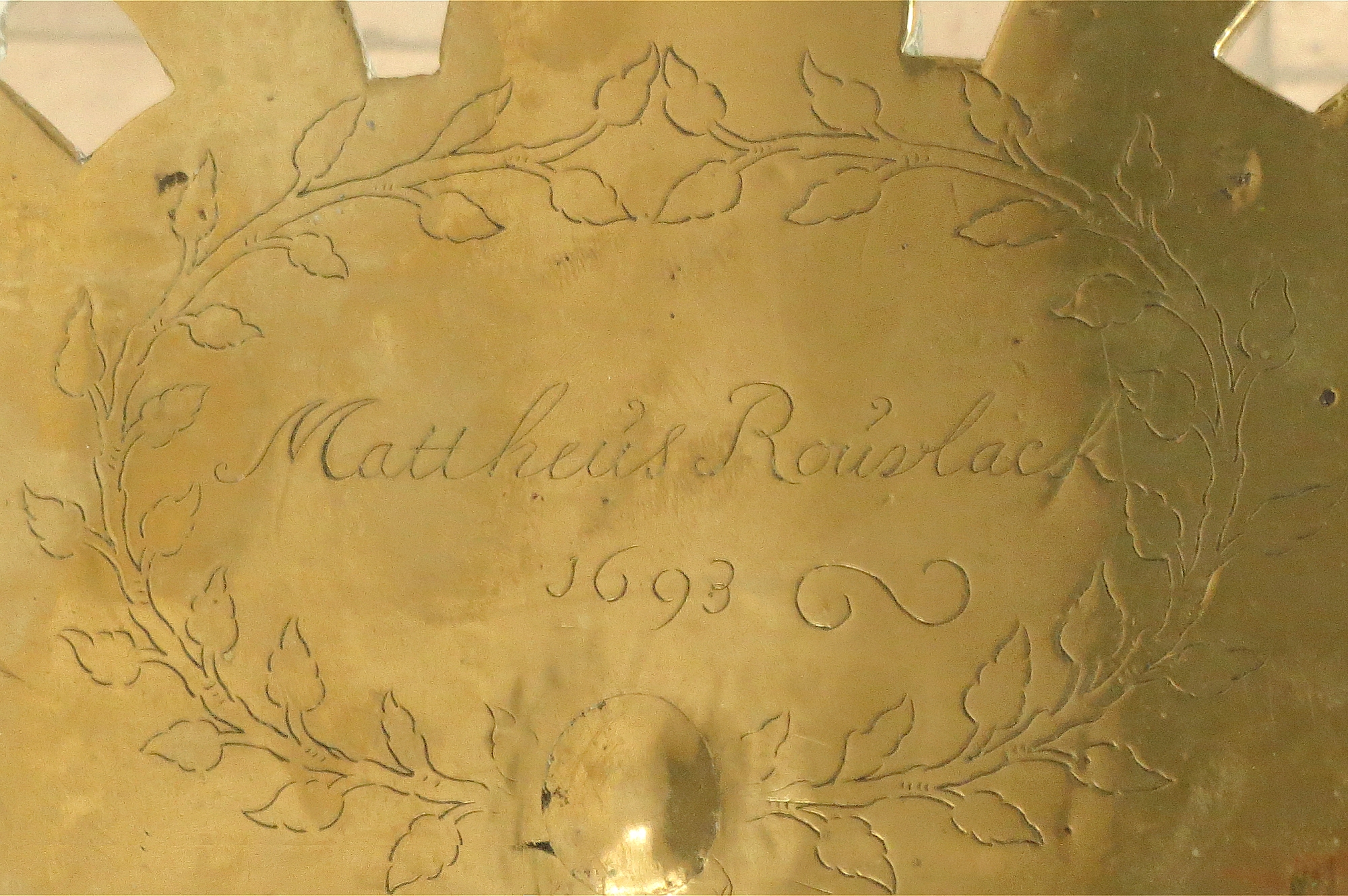
Detail lezenaar
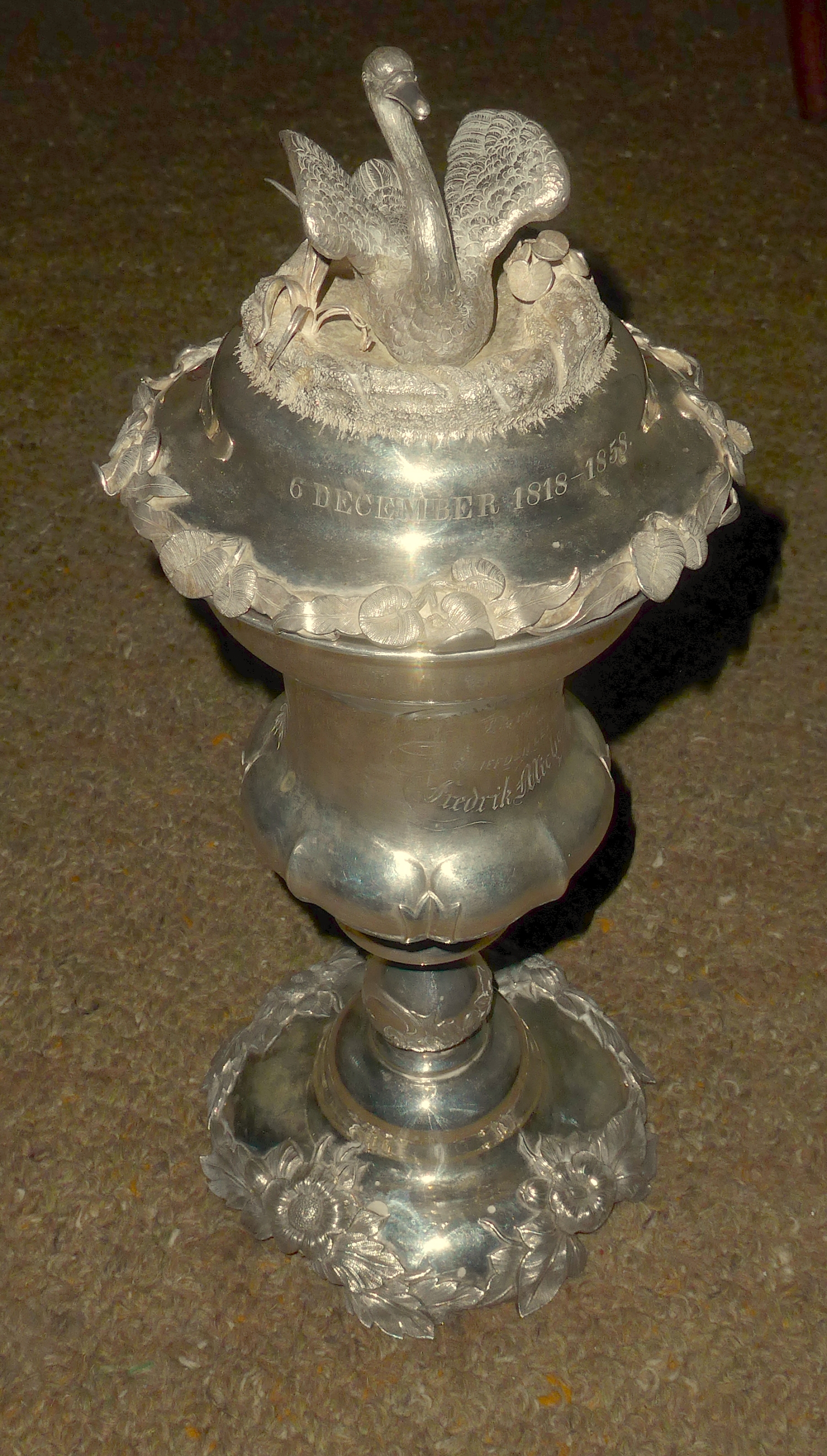
Pronkbeker 1858
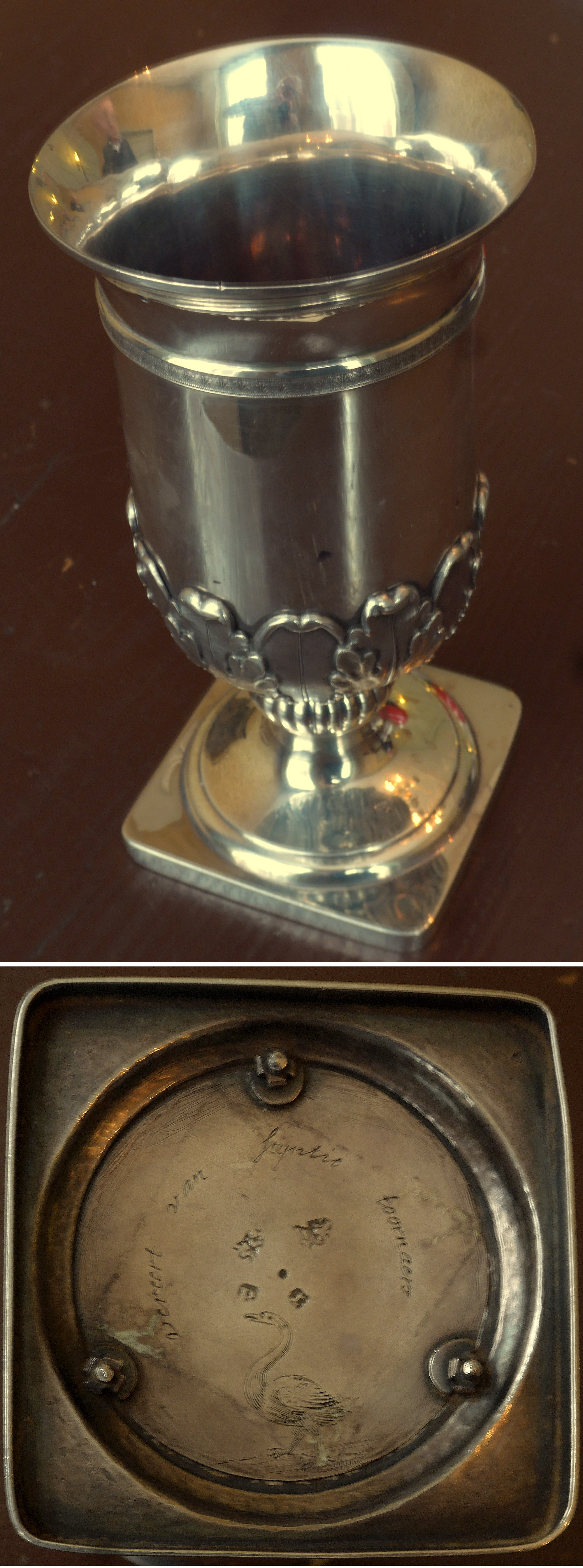
Avondmaalsbeker 1693
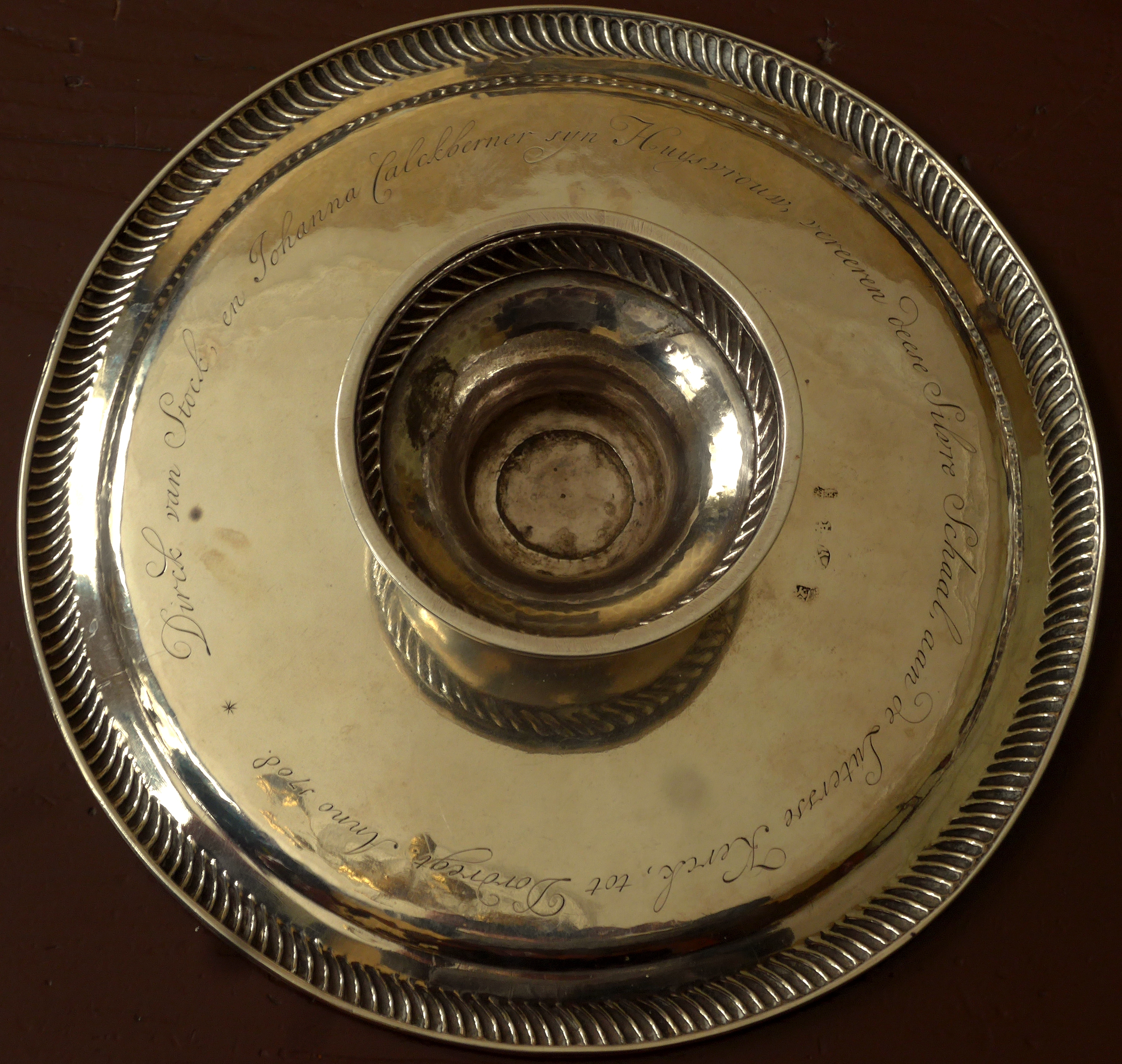
Avondmaalsschaal 1708
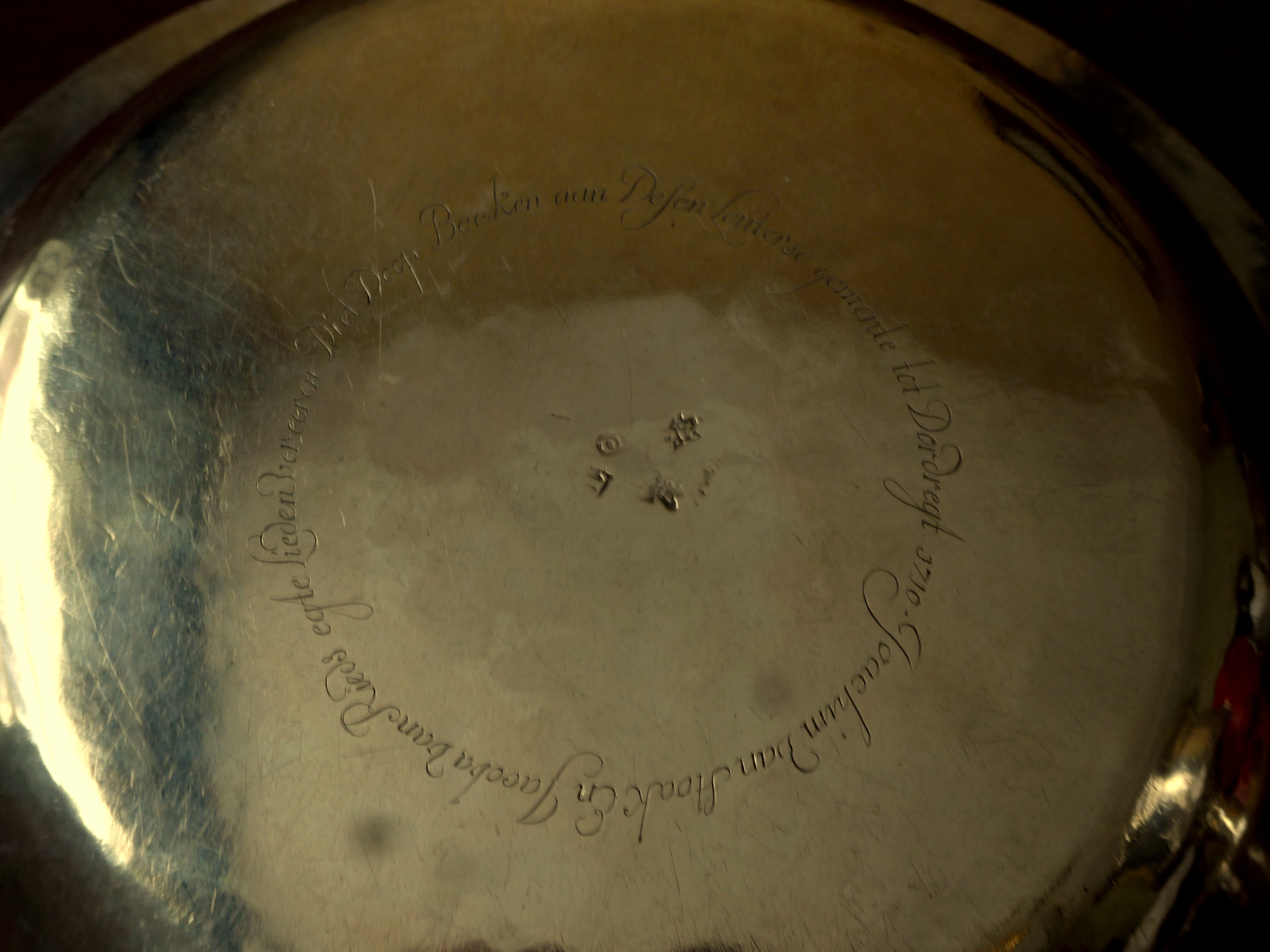
Doopbekken 1710
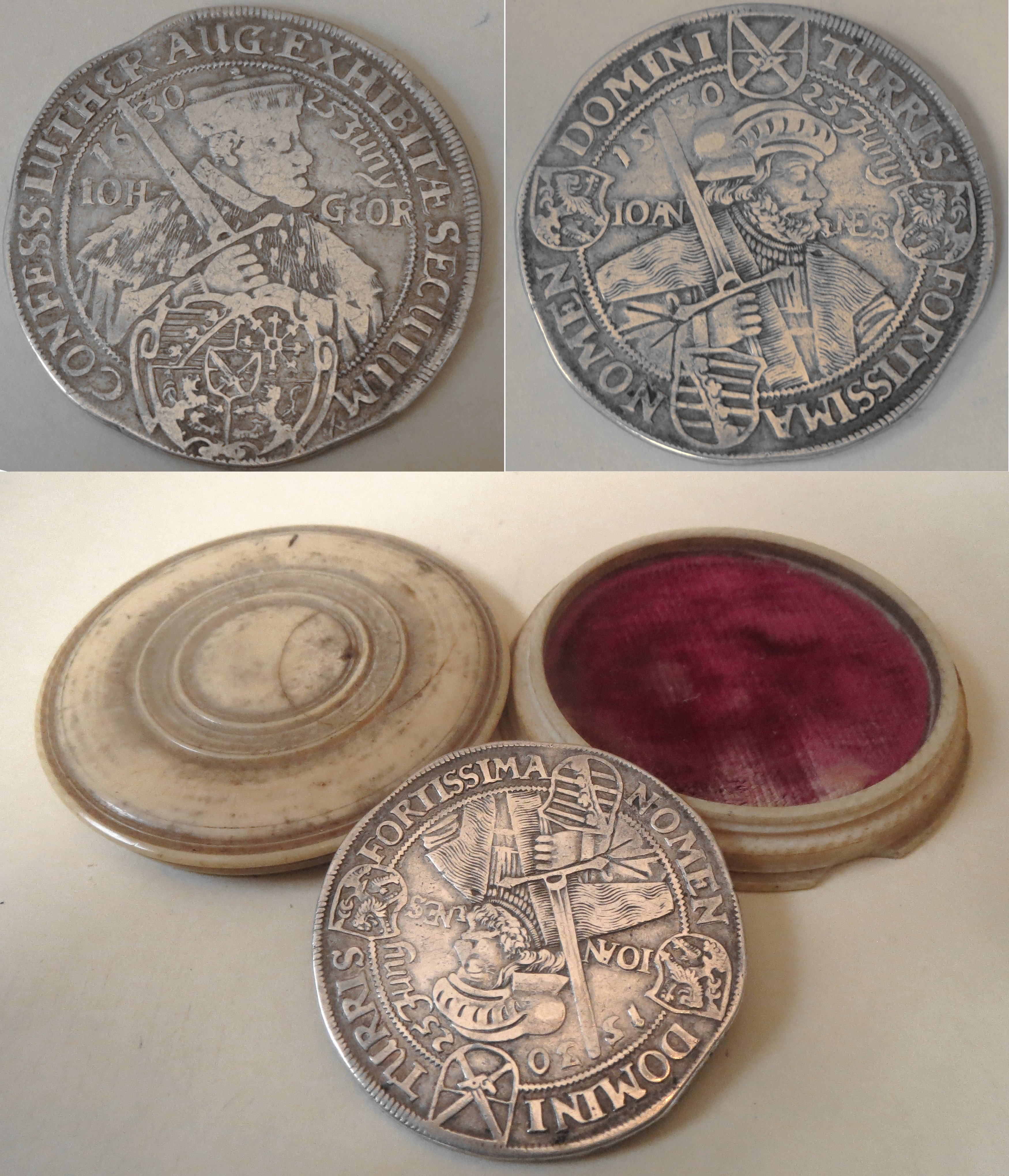
Herdenkingsmunt 1630, nomen domini turris fortissima, Een vaste burgt is onze God

## Orgel
Het eerste orgel werd gebouwd door orgelmaker Vitus Wiegleb te Amsterdam en afgemaakt door orgelmaker Smits te Amsterdam; het werd op 4 november 1733 in gebruik genomen.
Al in 1777 werd een nieuw orgel gebouwd (Wolfferts/Schölgens & Van den Haspel-orgel) door orgelbouwer A. Wolffers te Rotterdam waarschijnlijk met delen van het bestaande orgel.
In 1874 werd het orgel gewijzigd door Schölgens en van den Haspel. Het orgel is vele malen gerestaureerd o.a. 1907, 1927, 1954, 1965, 1991/1992 en voor het laatst in 2018/2019.

## Wetenswaardigheden
Om de tekorten aan te vullen werd een boete ingesteld op het niet ter kerke komen. Het boetebedrag (voor Lutheranen) was 1½ stuiver voor inwoners en 3 stuivers voor hen die tijdelijk in de stad waren, ook degenen die te laat kwamen moesten de halve boete offeren als de predikant al op de kansel stond. In 1709 was men uit de schulden en vervielen de boetes.

Vincent van Gogh bezocht in zijn Dordtse tijd ook het kerkje van de Evangelisch Lutherse gemeente waar Johannes Wilhelmus Beversen dominee was.

De zondag Trinitatis, ook wel Hoogfeest van de Heilige Drie-eenheid of Drievuldigheidszondag genoemd met deze zondag wordt de periode van de kerkelijke feesten, die met Kerst is begonnen, afgesloten.

## Predikanten
dr. Jasper de Hartogh, 1690 - 1692; Johannes Leopoldus Colerus, 1692 - 1695; Christianus Cocq, 1695 - 1695; Lodewijk Dögen, 1695 - 1724; Jacobus Boon, 1719 - 1723; Antonius Kisselius, 1723 - 1758; Ericus Fredericus Alberti, 1746 - 1768; Reinhart Ritter, 1768 - 1774; Johannes Tisfel, 1774 - 1788; Everhardus Volkersz, 1788 - 1803; Georg Frederik Sartorius, 1803 - 1814; Joannes Gottfried Ernestus-Pupke Fortmeijer, 1814 - 1818; Fredrik Michelsen, 1818 - 1862; Johannes Wilhelmus Beversen, 1862 - 1897; Johan Hendrik Grottendieck, 1898 - 1939; Sape van der Woude, 1940 - 1946; Gerrit Jacob Lindijer, 1946 - 1952; Marie Elisabeth Monsees, 1953 - 1957; Leonard Gottlieb Christiaan Grabandt, 1958 - 1962; Jan Blase, 1962 - 1969; Johannes Jakobus Wilhelmus Gunning, 1970 - 1973; Jacobus Kraima, 1975 - 1981; Willem Baan, 1981 - 2011

### Afbeeldingen predikanten

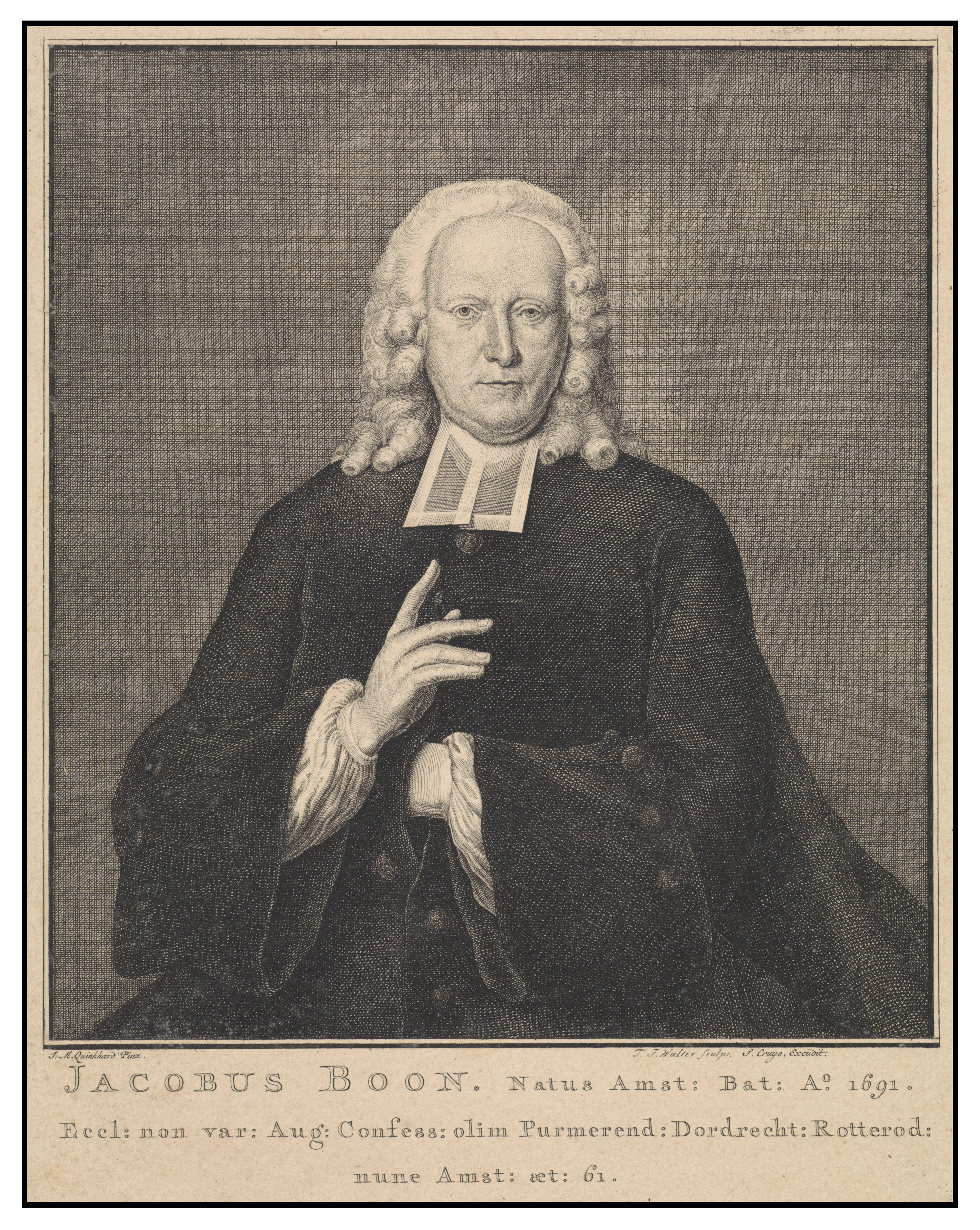
Jacobus Boon 1719 - 1723
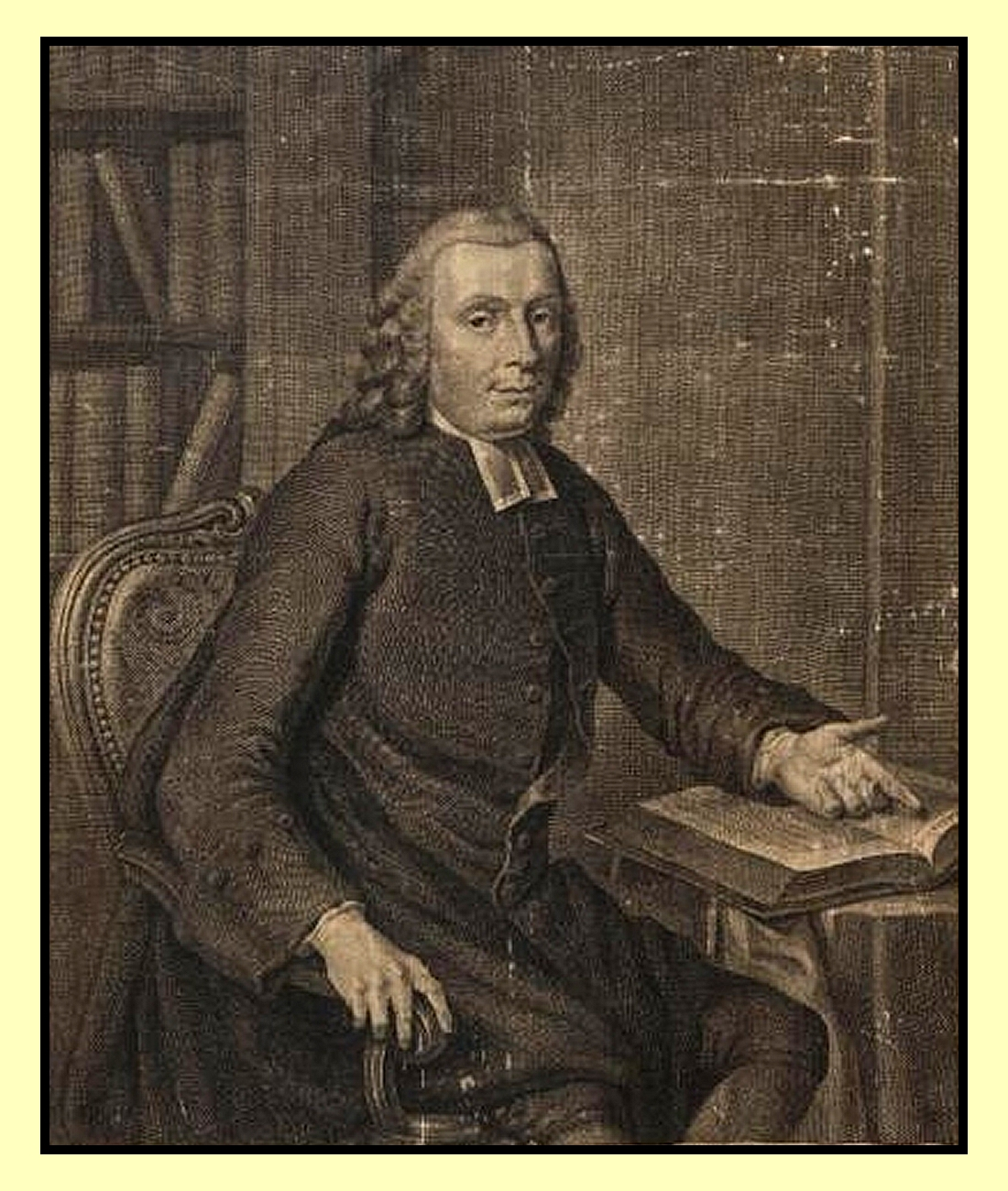
Ericus Fredericus Alberti, 1746 - 1768
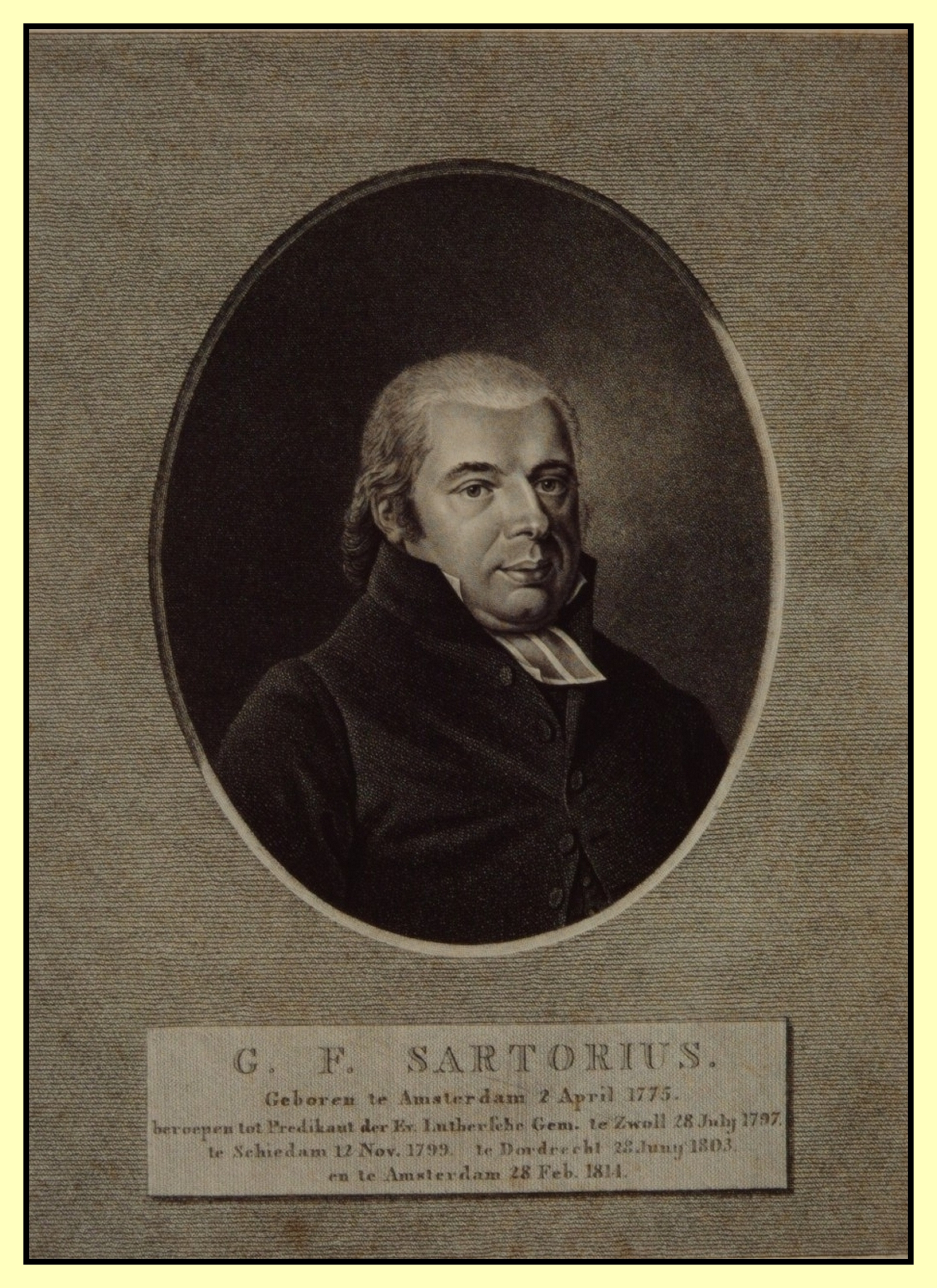
Georg Frederik Sartorius 1803 - 1814
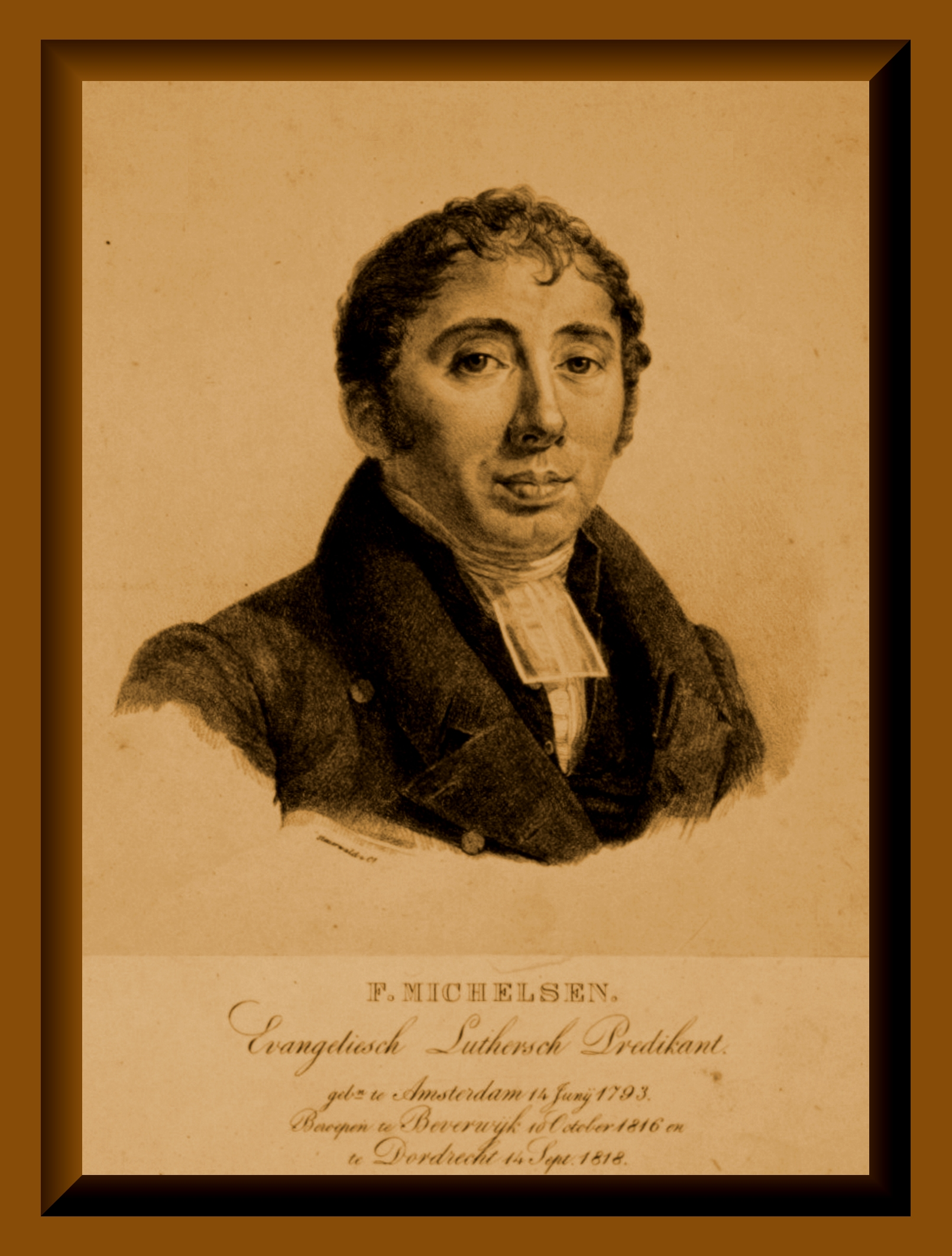
Fredrik Michelsen 1818 - 1862
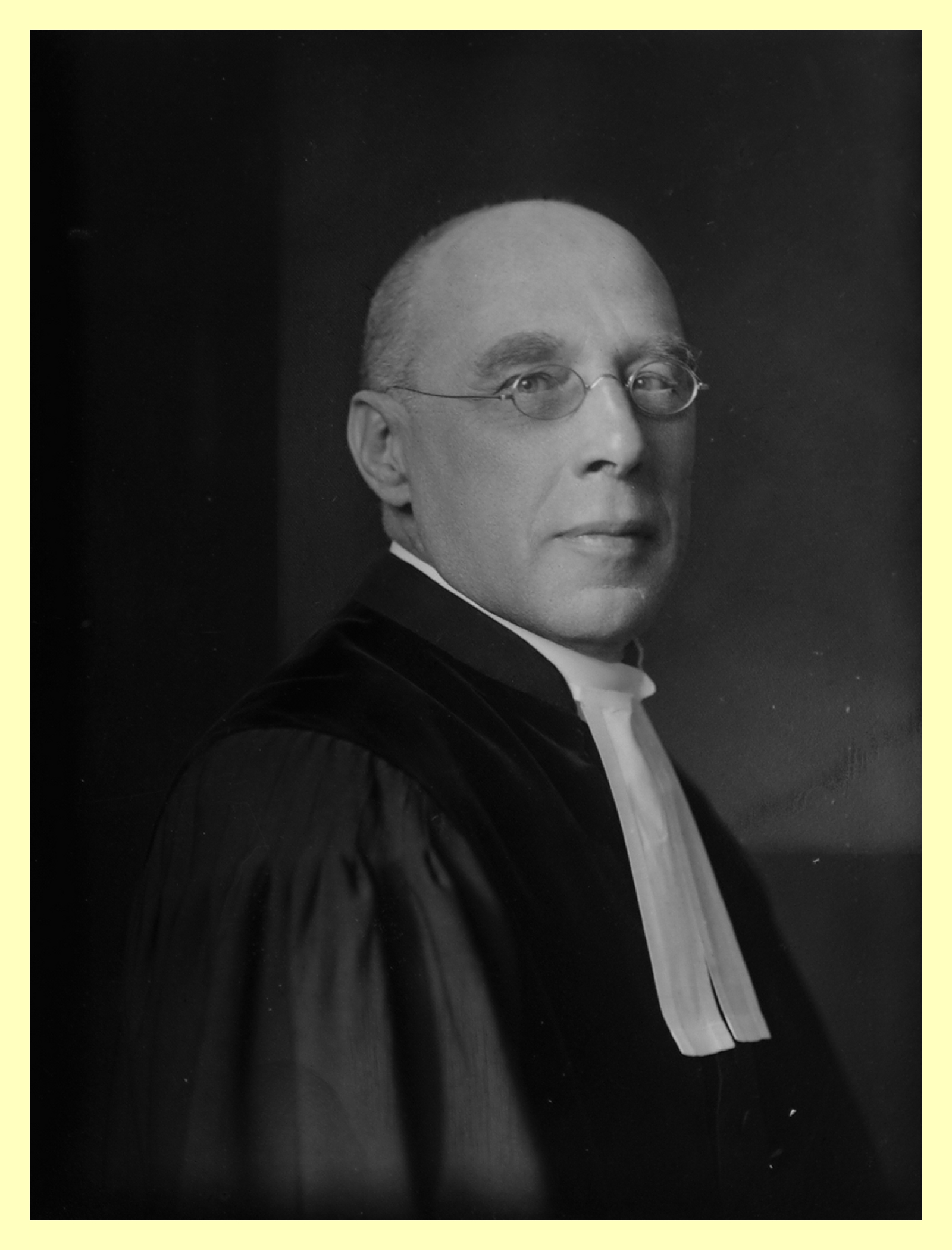
Johan Hendrik Grottendieck 1898 - 1939
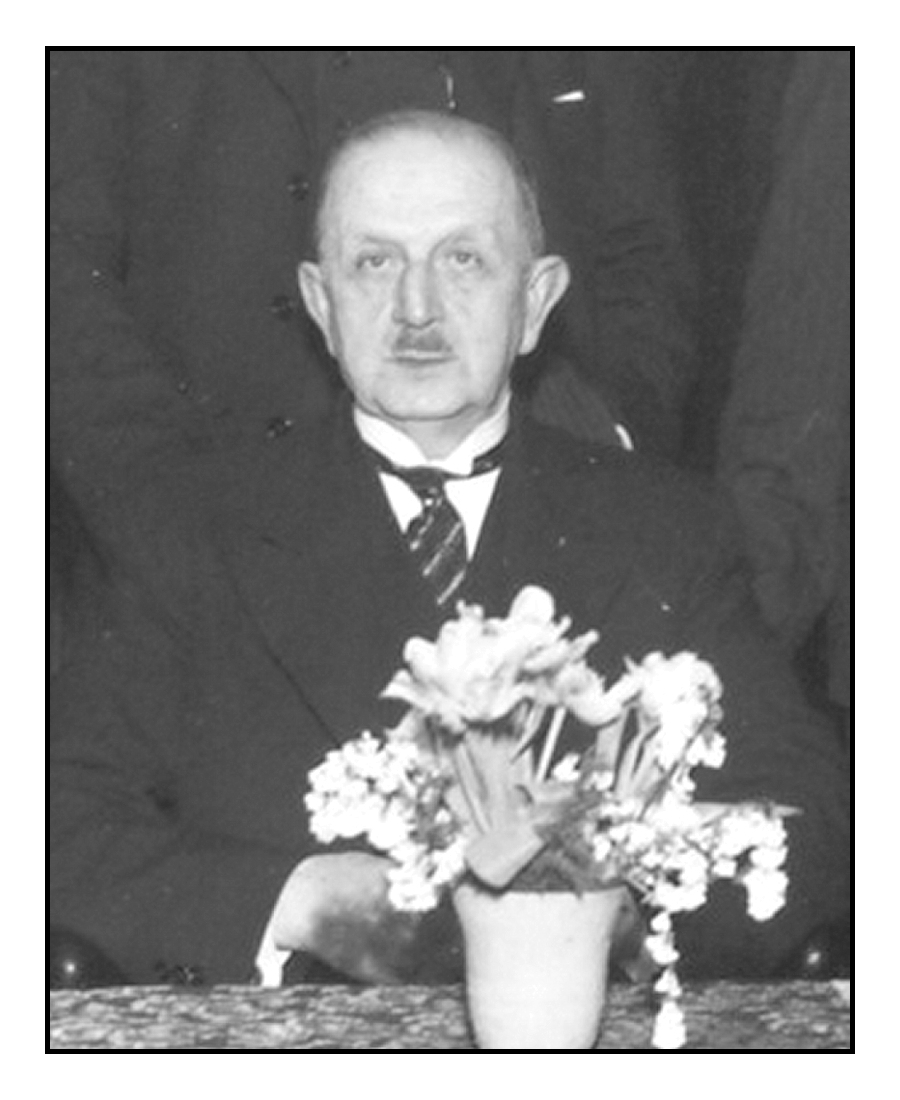
Sape van der Woude 1940 - 1946

### Mevrouw ds. Marie Elisabeth Monsees (25-04-1916 20-12-1966)
De enige keer dat de Lutherse kerk in de landelijke en regionale pers aandacht kreeg was in 1957 bij het vertrek van ds. Monsees uit de gemeente.
Mevrouw Monsees was de eerste en enige vrouwelijk predikant die de gemeente heeft gediend, zij werd in 1953 beroepen omdat er maar één kandidaat beschikbaar was.
Zij stemde toe en kwam naar Dordrecht, dit tegen de zin van een flink deel de kerkgangers en kerkenraadsladen.
De bezwaren werden omschreven door: Zij is een vrouw, zij is niet getrouwd, zij lakt haar nagels en meer inhoudelijk door het 'tekel Ufarsin oftwel gewogen en te licht bevonden (in de leer).
Na een enquête onder de leden bleek dat een aanzienlijk deel haar liever zag vertrekken, hierop organiseerde ds. Monsees zelf een referendum en zegde toe te vertrekken indien het merendeel van de leden dat wilde.
Van de 176 uitgebrachte stemmen waren 99 voor vertrek. Uit de vele beroepen die zij kreeg koos zij voor Amersfoort, haar vorige gemeente, die haar volgens een krantenbericht met open armen zou ontvangen.
Dominee Monsees had naast haar baan als predikante nog meerdere bestuursfuncties en de zorg voor een pleegkind, zij werd alom geprezen in haar andere gemeenten. Op 8 maart 2020 werd zij in De Lutherse kerk van Dordrecht geëerd ter gelegenheid van Wereldvrouwendag. Dominee Monsees overleed op 20 december 1966 op 50-jarige leeftijd te Amersfoort en werd begraven in Hilversum.